# Oktober 2018
Portal Geschichte | Portal Biografien | Aktuelle Ereignisse | Jahreskalender | Tagesartikel

◄ |
20. Jahrhundert |
21. Jahrhundert

◄ |
1980er |
1990er |
2000er |
2010er
| 2020er | 2030er | 2040er

◄ |
2014 |
2015 |
2016 |
2017 |
2018
| 2019 | 2020 | 2021 | 2022 | ►

◄ |
Juli 2018 |
August 2018 |
September 2018 |
Oktober 2018 |
November 2018 |
Dezember 2018 |
Januar 2019 |
►
Dieser Artikel behandelt tagesbezogene Nachrichten und Ereignisse im Oktober 2018.

## Tagesgeschehen

### Montag, 1. Oktober 2018
- Abu Kamal/Syrien: Die iranischen Revolutionsgarden feuern von einem Stützpunkt nahe Kermānschāh als Vergeltung für den Terroranschlag auf die Militärparade im iranischen Ahvaz am 22. September 2018 insgesamt sechs Kurzstreckenraketen vom Typ Qiam und Zolfaghar auf Stellungen der Terrormiliz Islamischer Staat (IS) nahe dem syrischen Hadschin an der Grenze zum Irak ab.[1]
- Ankara/Türkei: Nach einem Bericht der türkischen Zeitung Hürriyet fordert der türkische Staatspräsident Recep Tayyip Erdoğan von Deutschland die Auslieferung von 136 Menschen, bei denen es sich um mutmaßliche Terroristen handele. Bei seinem zweitägigen Staatsbesuch habe er der deutschen Bundesregierung eine entsprechende Namensliste übergeben.[2]
- Billund/Dänemark: Die Charterfluggesellschaft Primera Air Scandinavia beantragt die Insolvenz und stellt den Betrieb sofort ein.[3][4]
- Den Haag/Niederlande: Der Internationale Gerichtshof (IGH) urteilt mit 12 zu 3 Stimmen, dass Bolivien keinen Rechtsanspruch für einen Zugang zum Pazifischen Ozean gegenüber dem Nachbarland Chile habe (2018/49). Bolivien hatte seinen einzigen Küstenabschnitt im Salpeterkrieg von 1879 bis 1883 an Chile verloren.[5]
- Hamburg/Deutschland: In Schmidts Tivoli wird der Deutsche Musical Theater Preis 2018 verliehen.[6]
- Le Grand-Saconnex/Schweiz: Amtsantritt von António Vitorino als Generaldirektor der Internationalen Organisation für Migration.
- Québec/Kanada: Wahl zur Nationalversammlung von Québec

- Stockholm/Schweden: Mit dem Nobelpreis für Physiologie oder Medizin werden der US-amerikanische Immunologe James P. Allison sowie sein japanischer Kollege Tasuku Honjo für die Entdeckung einer Krebstherapie durch Hemmung der negativen Immunregulation ausgezeichnet.
- Washington, D.C., Vereinigte Staaten: Nach den Neuverhandlungen auf Druck der US-Regierung unter Donald Trump einigen sich die Nachbarstaaten Kanada und Mexiko auf das neue Freihandelsabkommen United States–Mexico–Canada Agreement (USMCA) als Nachfolger für das Nordamerikanische Freihandelsabkommen (NAFTA). NAFTA bleibe allerdings so lange in Kraft, bis das neue Freihandelsabkommen von seinen Mitgliedsstaaten ratifiziert wird und die Präsidenten der drei Staaten Ende November 2018 den Vertrag unterzeichnen. Kanada erklärte sich in dem neuen Abkommen bereit, seinen streng regulierten Markt für Milch und Milchprodukte weiter zu öffnen, und die USA verzichten auf zusätzliche Importzölle auf Kraftfahrzeuge und befreien rund 2,6 Millionen kanadische Fahrzeuge von US-Importzöllen.[7]
- Wiesbaden/Deutschland: Das Statistische Bundesamt gibt bekannt, dass sich die Einwohnerzahl in den ostdeutschen Bundesländern und Berlin nach der deutschen Wiedervereinigung von 1990 bis 2017 um zwei Millionen (11 Prozent) auf etwa 16,2 Millionen verringerte, und in den westlichen Ländern im selben Zeitraum um fünf Millionen (8,2 Prozent) auf 66,6 Millionen anstieg. Die durchschnittlichen Konsumausgaben der privaten Haushalte waren 2016 im Osten mit 2.078 Euro rund 20 Prozent unter dem des Westniveaus mit 2.587 Euro.[8]

### Dienstag, 2. Oktober 2018
- Bagdad/Irak: Das irakische Parlament wählt mit großer Mehrheit den kurdischen Politiker Barham Salih (PUK) zum Staatspräsidenten. Saleh ernennt in einer ersten Amtshandlung den schiitischen Politiker, früheren Vizepräsidenten und Ölminister Adil Abd al-Mahdi zum geschäftsführenden Ministerpräsidenten und beauftragt ihn mit der Bildung einer neuen Regierung.[9]
- Berlin/Deutschland: In der Nacht zum 2. Oktober 2018 fand erneut durch den Koalitionsausschuss von CDU/CSU und SPD ein sogenannter „Dieselgipfel“ statt. Dabei wurde ausgehandelt, dass Personenkraftwagen der Schadstoffklassen Euro 4 und Euro 5 in Zonen mit Fahrverboten fahren dürfen, wenn sie weniger als 270 Milligramm Stickoxid (NOx) pro Kilometer ausstoßen. Bislang liegt der Emissionsgrenzwert für Euro-5-Fahrzeuge mit Dieselmotor bei 180 Milligramm Stickoxid und bei Euro-4-Fahrzeugen bei 250 Milligramm. Demnach sollen Fahrzeugbesitzer von Euro-4- und Euro-5-Fahrzeugen von Umstiegsprämien der Automobilindustrie profitieren können. Autobesitzer von Euro-5-Fahrzeuge in 14 „besonders belasteten Städten“ (Backnang, Bochum, Darmstadt, Düren, Düsseldorf, Hamburg, Heilbronn, Kiel, Köln, Limburg, Ludwigsburg, München, Reutlingen, Stuttgart) sollen von Hardware-Nachrüstungen zur Reduktion des Stickoxidausstoßes profitieren können. Zum anderen geht es um weitere Städte, in denen demnächst Fahrverbote kommen könnten – dies betrifft unter anderem Berlin und Frankfurt am Main. Die Hersteller Opel wie auch BMW kündigten indes bereits an, solche Nachrüstungen (SCR-System) nicht anbieten zu wollen.[10]
- Dschalalabad/Afghanistan: Bei einem Selbstmordanschlag der Terrormiliz Islamischer Staat (IS) im Distrikt Kama auf ein Wahlkampfbüro eines Kandidaten für die Parlamentswahl werden mindestens 13 Menschen getötet und weitere 42 Personen verletzt.[11]
- Istanbul/Türkei: Der ehemalige Direktor der saudischen Tageszeitung al-Watan und in den USA im Exil lebende Jamal Khashoggi nimmt einen Termin im saudi-arabischen Konsulat in Istanbul wahr und wird seitdem vermisst.[12] Seine Verlobte Hatice Cengiz ging an die Öffentlichkeit und die türkischen Behörden nahmen Ermittlungen auf.[13] 17 Tage später räumte Saudi-Arabien ein, dass Khashoggi an jenem Tag getötet wurde.
- Kopenhagen/Dänemark: Ministerpräsident Lars Løkke Rasmussen kündigte im Parlament Gesetzesplanungen an, dass ab 2030 in Dänemark keine Autos mit Verbrennungsmotor neu zugelassen werden dürfen. Er schließt sich damit den Ankündigungen weiterer europäischer Staaten an. So will Norwegen bis 2025 komplett auf Elektroautos umsteigen. Island ebenfalls bis 2030 und Frankreich und Großbritannien wollen den Verkauf reiner Benzin- und Dieselfahrzeuge bis Ende 2040 stoppen, während in der französischen Hauptstadt Paris bereits ab 2024 ein Dieselverbot gelten soll.[14]
- Stockholm/Schweden: Der Nobelpreis für Physik wird an den US-Amerikaner Arthur Ashkin, den Franzosen Gérard Mourou und die Kanadierin Donna Strickland für bahnbrechende Erfindungen auf dem Gebiet der Laserphysik vergeben.
- Straßburg/Frankreich: Das Europäische Parlament verabschiedet eine neue EU-Richtlinie zur Koordinierung bestimmter Rechts- und Verwaltungsvorschriften der Mitgliedstaaten über die Bereitstellung audiovisueller Mediendienste im Hinblick auf sich verändernde Marktgegebenheiten. Damit werden die neuen Regeln für audiovisuelle Mediendienste neben den Rundfunkanstalten auch auf Video-on-Demand- und Video-Sharing-Plattformen wie Prime Video, Netflix, Maxdome, YouTube, Facebook und Videoplattformen mit Live-Streaming ausgeweitet. Zudem müssen die Anbieter von Video-on-Demand-Diensten mindestens 30 Prozent europäische Inhalte im Angebot haben. Damit soll der Anteil an US-amerikanischen Inhalten reduziert werden. Die Werbung darf außerdem maximal 20 Prozent der täglichen Sendezeit einnehmen. Die EU-Mitgliedstaaten haben bis 21 Monaten nach dem Inkrafttreten Zeit, die neuen Vorschriften in nationales Recht umzusetzen.[15]

### Mittwoch, 3. Oktober 2018

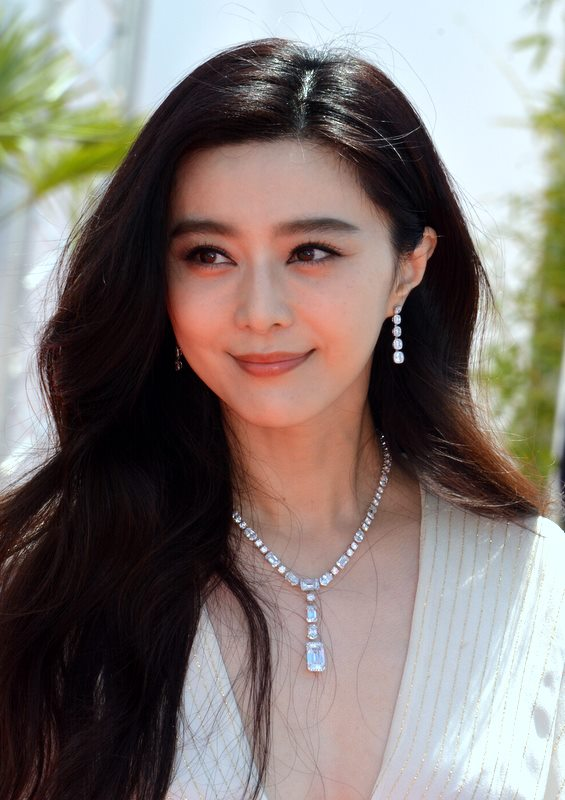
Fan Bingbing (2017)

- Berlin/Deutschland: Offizielle Feier zum Tag der Deutschen Einheit. Der französische Streetart-Künstler JR („Juste Ridicule“), versieht dabei das Brandenburger Tor mit einer 25 Meter hohen Installation, die mit einer Fotocollage an die Nacht des Mauerfalls am 9. und 10. November 1989 erinnert.
- Erdorbit: Der Astronaut Alexander Gerst (ESA) hat von Andrew Jay Feustel (NASA) das Kommando auf der Internationalen Raumstation (ISS) übernommen. Er ist damit der erste Deutsche und zweite Westeuropäer, der ISS-Kommandant wird.[16]
- Peking/China: Die Schauspielerin und Sängerin Fan Bingbing bittet über den chinesischen Kurzbotschaftendienst Sina Weibo bei ihren Fans, die Steuerbehörden und der Kommunistischen Partei China um Vergebung für die Steuerhinterziehung. Die amtliche Nachrichtenagentur Xinhua gab bekannt, dass Fan Bingbing rund 883 Millionen Yuan (umgerechnet 111 Millionen Euro) an Steuernachzahlungen und Strafen an den chinesischen Fiskus zahlen müsse. Sie stand seit Juli 2017 in einer Ferienanlage in der Provinz Jiangsu unter Bewachung der Behörden.[17]
- Stockholm/Schweden: Der Nobelpreis für Chemie des Jahres 2018 ergeht an die US-Amerikaner Frances H. Arnold „für die gerichtete Evolution von Enzymen“ und George P. Smith „für das Phagen-Display von Peptiden und Antikörpern“ sowie ihren britischen Kollegen Gregory P. Winter.
- Straßburg/Frankreich: Das Europäische Parlament fordert im Kampf gegen den Klimawandel deutliche Reduktion der CO2-Emissionen von Neuwagen: Bis 2030 soll der CO2-Ausstoß von neuen Autos um 40 % sinken.[18]
- Weltraum: Rund 300 Millionen Kilometer von der Erde entfernt gelingt die erfolgreiche Landung des Rovers MASCOT auf dem Asteroiden (162173) Ryugu im Rahmen der japanischen Asteroidenmission Hayabusa 2.[19]

### Donnerstag, 4. Oktober 2018
- Den Haag/Niederlande: Das niederländische Verteidigungsministerium gibt die Verhinderung eines russischen Cyberangriffs auf die Organisation für das Verbot chemischer Waffen (OPCW) bekannt. Die vier Agenten des russischen Militärnachrichtendienstes Glawnoje Raswedywatelnoje Uprawlenije (GRU) seien bereits im April 2018 aus dem Land ausgewiesen worden. Durch die Beschlagnahmung und Untersuchung von Notebooks und Smartphones der russischen Agenten durch den Algemene Inlichtingen- en Veiligheidsdienst (AIVD) konnten auch Hacker-Angriffe auf das Labor Spiez in der Schweiz und auf die strafrechtliche Untersuchung zum Abschuss des Passagierfluges MH17 in der Ostukraine ermittelt werden. NATO-Generalsekretär Jens Stoltenberg forderte Russland auf, unverzüglich die Hackerangriffe auf ausländische Computer und Datennetze einzustellen. „Moskau muss seine rücksichtlose Verhaltensweise beenden.“ Das russische Außenministerium bezeichnete die Vorwürfe als „unwürdig“; diese seien ein Teil einer Desinformationskampagne, um russischen Interessen zu schaden, und stammten von Menschen mit einer „blühenden Fantasie“.[20][21]
- Fizi/Demokratische Republik Kongo: In einer illegal betriebenen Bergwerkmine in der Provinz Sud-Kivu kommen bei einem Einsturz durch Überschwemmungen mindestens 37 Menschen ums Leben. Das Unglück wurde erst am 11. Oktober 2018 international publik.[22]
- Gercüş/Türkei: Bei einem Bombenanschlag auf einen gepanzerten Militärkonvoi der türkischen Streitkräfte nahe Gercüş in der südöstlichen Provinz Batman werden sieben Soldaten getötet und zwei weitere verletzt. Die türkische Regierung macht die Terrororganisation Arbeiterpartei Kurdistans (PKK) hierfür verantwortlich.[23]
- Panker/Deutschland: Die Tochter Airbus Defence and Space des Luft-, Raumfahrt- und Rüstungskonzern Airbus Group (ehemals EADS) testet vom Truppenübungsplatz Todendorf aus, erstmals im Rahmen der Forschung zu modernen Luftkampfstrategien, den Einsatz der Zieldarstellungsdrohne Do-DT 25 als Drohnen-Begleitsystem für Kampfflugzeuge über der Ostsee und mit Unterstützung eines Learjets.[24][25]
- Paris/Frankreich: Die französische Nationalversammlung beschließt die Veräußerung der staatlichen Anteile von 50,6 Prozent der Flughafengesellschaft Aéroports de Paris (ADP). Mit der Privatisierung der drei großen Verkehrsflughäfen von Paris: Paris-Charles de Gaulle, Paris-Orly und Paris-Le Bourget sollen bis zu 10 Milliarden Euro in den Staatshaushalt fließen. Außerdem soll eine Teilprivatisierung des Energieversorgungskonzerns Engie und der Lottogesellschaft La Francaise des Jeux erfolgen.[26]
- Washington, D.C./Vereinigte Staaten: Der Senat der Vereinigten Staaten verabschiedet ein Gesetz zum Aufbau der United States International Development Finance Corporation (USIDFC), einer Entwicklungsfinanzierungsinstitution für die Finanzierung von Projekten in den Bereichen Energie, Hafen- und Wasser-Infrastruktur in Entwicklungsländern. Diese ist mit bis zu 60 Milliarden US-Dollar ausgestattet. Sie soll die bestehenden Institutionen unter einem Dach vereinen und konsolidieren. Hierzu gehört die Development Credit Authority (DCA) mit der 1961 gegründete United States Agency for International Development (USAID) und die seit 1971 bestehende Overseas Private Investment Corporation (OPIC).[27][28]

### Freitag, 5. Oktober 2018
- Lyon/Frankreich: Der Präsident der Internationalen kriminalpolizeilichen Organisation Interpol, der Chinese Meng Hongwei, wird von seiner Frau nach seiner Reise am 29. September 2018 in sein Heimatland als vermisst gemeldet. Die französischen Justizbehörden nahmen die Ermittlungen zum Verschwinden auf.[29]
- Münster/Deutschland: Der 11. Senat des Oberverwaltungsgerichts Münster hat mit Eilbeschluss entschieden, dass die RWE Power den Hambacher Forst bei Elsdorf nicht roden darf, bis über die Klage des Bund für Umwelt und Naturschutz Deutschland (BUND) gegen den Hauptbetriebsplan 2018 bis 2020 für den Braunkohletagebau Hambach entschieden ist. Damit verfügt das Gericht auch einen vorläufigen Rodungsstopp.[30]
- Oslo/Norwegen: Der Friedensnobelpreis geht in diesem Jahr an den Kongolesen Denis Mukwege und die Irakerin Nadia Murad für ihren Einsatz gegen sexualisierte Gewalt als Waffe in Kriegen und bewaffneten Konflikten.
- Paderborn/Deutschland: Im Verfahren des Landgerichts Paderborn um das sogenannte „Horrorhaus“ in Höxter-Bosseborn werden die beiden Angeklagten zu langjährigen Haftstrafen verurteilt.
- Prag/Tschechien: Senatswahl mit der Neuvergabe von 27 der 81 Mandate.
- Seoul/Südkorea: Das Bezirksgericht Seoul verurteilt den ehemaligen Staatspräsidenten Lee Myung-bak zu einer Haftstrafe von 15 Jahren und einer Geldstrafe von umgerechnet zehn Millionen Euro. Das Gericht sah es unter anderem als erwiesen an, dass Lee Myung-bak während seiner Amtszeit von 2008 bis 2013 Bestechungsgelder angenommen und Firmengelder von über 20 Millionen Euro unterschlagen hat.[31]

### Samstag, 6. Oktober 2018

Logo der Olympischen Jugend-Sommerspiele 2018 in Buenos Aires

- Buenos Aires/Argentinien: Beginn der III. Olympischen Jugend-Sommerspiele (bis 18. Oktober).
- Libreville/Gabun: Beginn der Parlamentswahl
- Port-de-Paix/Haiti: Bei einem Erdbeben der Stärke 5,9 kommen 17 Menschen ums Leben, mehrere Häuser werden zerstört.[32]
- Riga/Lettland: Bei der Parlamentswahl hat die Regierung von Ministerpräsident Māris Kučinskis (LP) die Mehrheit als Bündnis der Grünen und Bauern (ZZS) verloren. Die meisten Stimmen erhielt die Sozialdemokratische Partei „Harmonie“ (SDPS), deren Stammwähler vor allem aus der starken russischen Minderheit kommen.[33]

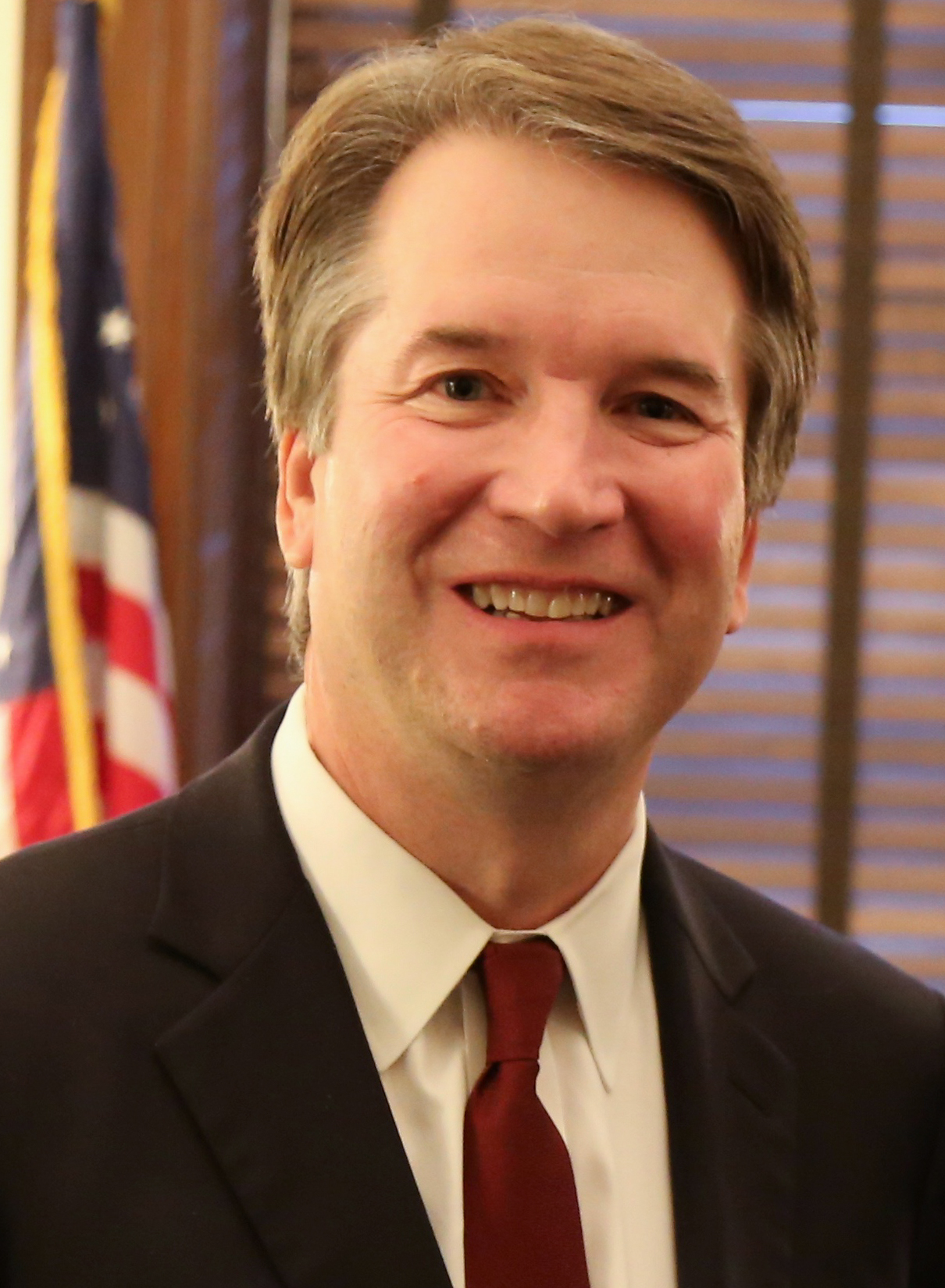
Brett Kavanaugh (2018)

- Washington, D.C./Vereinigte Staaten: Der Senat der Vereinigten Staaten bestätigt den umstrittenen Juristen Brett Kavanaugh als Richter am Obersten Gerichtshof (Supreme Court).[34]

### Sonntag, 7. Oktober 2018

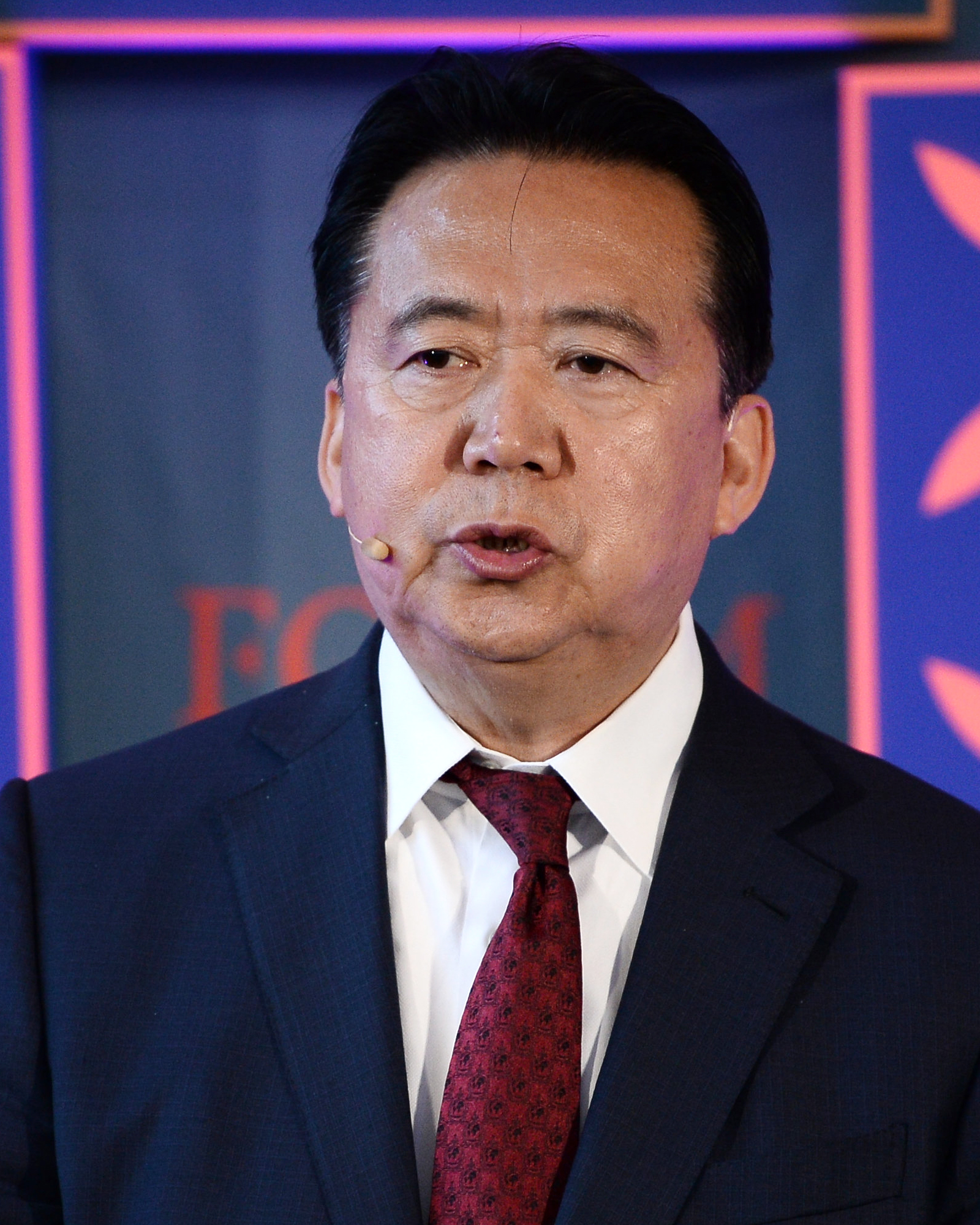
Meng Hongwei

- Brasilia/Brasilien: Die erste Runde der im Rahmen der Wahlen in Brasilien abgehaltenen Präsidentschaftswahl gewann Jair Bolsonaro (PSL) vor Fernando Haddad (PT).
- Bukarest/Rumänien: Das Referendum über die Festschreibung des Verbots der gleichgeschlechtlichen Ehe in der Verfassung Rumäniens scheitert, nachdem die erforderliche Abgabe von 30 Prozent der Wahlberechtigten nicht erreicht wird. Nach Angaben der Wahlkommission gaben nur 20,4 Prozent ihre Stimme ab.[35]
- Kisantu/DR Kongo: Bei einem Zusammenstoß eines Tanklasters mit einem Auto werden mindestens 60 Menschen getötet und rund 100 weitere verletzt nachdem dieser in Brand geraten war und die Flammen auch auf benachbarte Häuser des Dorfes Mbuba übergreifen. Die UN-Mission MONUSCO schickt neun Ambulanzfahrzeuge. Staatspräsident Joseph Kabila rief für die Opfer eine dreitägige Staatstrauer aus.[36]
- Köln/Deutschland: Verleihung des Deutschen Comedypreises 2018[37]
- Lyon/Frankreich: Die Internationalen kriminalpolizeilichen Organisation Interpol gibt offiziell den Rücktritt des Chinesen Meng Hongwei bekannt, der zuvor von seiner Frau nach seiner Reise am 29. September 2018 in sein Heimatland als vermisst gemeldet wurde. Die französischen Justizbehörden nahmen zwischenzeitlich die Ermittlungen zum Verschwinden auf. Die chinesische Zentrale Disziplinarkommission der Kommunistischen Partei Chinas (CCDI) gab bekannt, dass Meng unter Aufsicht der Behörden steht und gegen ihn durch die Nationale Aufsichtskommission (NSC) ermittelt wird.[38]
- Moskau/Russland: Beginn des 17. Petersburger Dialogs, ein bilaterales Treffen zwischen Deutschland und Russland, zum Dachthema „Vertrauen bilden, Partnerschaft stärken: Zivilgesellschaftliche Zusammenarbeit zwischen Russland und Deutschland als Impuls für den zwischenstaatlichen Dialog“.[39]
- Riga/Lettland: Bei der Parlamentswahl in Lettland 2018 verlor das regierende europakritische Bündnis der Grünen und Bauern (ZZS) von Ministerpräsident Māris Kučinskis (Mitglied der LP) massiv an Stimmen und kommt auf nur 11 Sitze in der Saeima. Stärkste Partei blieb die pro-russische Sozialdemokratische Partei „Harmonie“ (SDPS) mit 23 Sitzen. Drei neue Parteien gewannen jeweils 16 bzw. 13 Sitze, nämlich die konservative, pro-europäische JKP, die rechtspopulistische, europa-skeptische Wem gehört der Staat? (KPV) und die liberale pro-europäische AP (Entwicklung/Für!).
- São Tomé/São Tomé und Príncipe: Parlamentswahl
- Sarajevo/Bosnien-Herzegowina: Wahlen des Staatspräsidiums, sowie der Abgeordnetenhäuser des Staates, der Föderation Bosnien und Herzegowina und der Republika Srpska
- Schoharie County/Vereinigte Staaten: Bei einem schweren Verkehrsunfall einer Hochzeitsgesellschaft sind alle 18 Insassen einer Stretch-Limousine (Umbau eines Ford Excursion) sowie zwei Passanten aufgrund überhöhter Geschwindigkeit vor einem Café ums Leben gekommen.[40]
- Yaoundé/Kamerun: Präsidentschaftswahl

### Montag, 8. Oktober 2018
- Incheon/Südkorea: Der Weltklimarat (IPCC) hat in Incheon seinen Sonderbericht 1,5 °C globale Erwärmung vorgelegt, der das Zwei-Grad-Ziel der Klimapolitik in Frage stellt.[41]

Logo von Google+

- Mountain View/Vereinigte Staaten: Google LLC gibt nach einer gravierenden Datenpanne, die im Oktober 2018 bekannt wurde, das seit Juni 2011 bestehende soziale Netzwerk Google+ für private Nutzer zu Ende August 2019 auf und stellt es ein. Google+ hat bislang rund 360 Mio. Nutzer weltweit.[42]
- Stockholm/Schweden: Die beiden US-Amerikaner William D. Nordhaus und Paul M. Romer werden „für das Integrieren des Klimawandels bzw. technischer Innovationen in langfristige makroökonomische Analysen“ mit dem diesjährigen 50. Alfred-Nobel-Gedächtnispreis für Wirtschaftswissenschaften ausgezeichnet.
- Straßburg/Frankreich: Der mit rund 60.000 Euro dotierte Václav-Havel-Menschenrechtspreis wird in der Parlamentarischen Versammlung des Europarates (PACE) an den tschetschenischen Aktivisten Ojub Titijew verliehen. Titijew befindet sich seit Januar 2018 wegen mutmaßlichen Drogenbesitzes in Haft und ist Leiter des Büros der russischen Nichtregierungsorganisation Memorial in Grosny.[43]
- Wien/Österreich: Das einwöchige Eintragungsverfahren der Volksbegehren endet und umfasst das Frauenvolksbegehren 2.0, das Volksbegehren „Don’t smoke“ und das Volksbegehren „ORF ohne Zwangsgebühren“.[44]

### Dienstag, 9. Oktober 2018
- Berlin/Deutschland: Das Verwaltungsgericht Berlin urteilt nach einer Klage der Deutschen Umwelthilfe (DUH), dass das Land Berlin den bisherigen Luftreinhalteplan 2011–2017 für Berlin bis spätestens 31. März 2019 so fortschreiben muss, dass dieser die erforderlichen Maßnahmen zur schnellstmöglichen Einhaltung des seit 2010 geltenden Grenzwertes für Stickstoffdioxid (NO2)-Konzentrationen von 40 µg/m³ im Stadtgebiet Berlin enthält. Kraftfahrzeuge mit Dieselmotoren der Abgasnormen Euro 1 bis Euro 5 sind in 11 besonders stark belastenden Straßenabschnitten von einem Fahrverbot im Frühjahr 2019 betroffen. Darunter für Teile der Leipziger Straße, der Friedrichstraße, die Reinhardtstraße, Brückenstraße, Kapweg, Stromstraße, Leonorenstraße und die Straße Alt-Moabit.[45]
- Bremerhaven/Deutschland: Die Unternehmensgruppe Theo Müller mit Sitz in Luxemburg gibt den Verkauf der über die Tochtergesellschaft HK Food gehaltenen Restaurantkette Nordsee mit 350 Filialen an das Schweizer Beteiligungsunternehmen Kharis Capital bekannt. Die 2015 von Manuel Roumain und Daniel Grossmann gegründete Kharis Capital mit Sitz in Zug betreibt bereits rund 550 Restaurants der Marken Burger King, Quick und O’Tacos in Belgien, Frankreich, Italien, Luxemburg und Polen. Die Nordsee GmbH beschäftigt rund 6000 Mitarbeiter.[46][47]
- Itschnja/Ukraine: Bei einer Explosion eines Munitionsdepots nahe der Siedlung Druschba werden nach unbestätigten Angaben rund 88.000 Tonnen Material vernichtet. Rund 12.000 Menschen wurden nahe der Gefahrenzone evakuiert. Bereits am 23. März 2018 war in der ostukrainischen Stadt Balaklija bei Charkow das größte Waffenlager des Landes, in Brand geraten.[48][49]
- Kapstadt/Südafrika: Der südafrikanische Finanzminister Nhlanhla Nene (ANC) ist wegen Korruptionsvorwürfen von seinem Amt zurückgetreten. Zuvor war bekannt geworden, dass er sich entgegen früheren Aussagen zwischen 2010 und 2014 mehrfach mit Mitgliedern der Gupta-Familie getroffen hatte. Am selben Tag wurde bekannt, dass die Public Prosecutor Busisiwe Mkhwebane gegen Nene wegen der Zahlung eines Unternehmens in Höhe von umgerechnet 1,7 Millionen US-Dollar an seinen Sohn ermittelt.[50]

### Mittwoch, 10. Oktober 2018
- Brügge/Belgien: Bei Razzien der Polizei und Steuerbehörden sind mehr als 200 Polizisten bei 44 Hausdurchsuchungen in Belgien und 14 im Ausland (u. a. in Frankreich, Luxemburg, Zypern, Montenegro und Mazedonien) im Einsatz und ermitteln wegen des Verdachts auf Korruption, Geldwäsche und organisierte Kriminalität. Die Spielerberater, der Franko-Iraner Mogi Bayat und der Serbe Dejan Veljkovic sowie der Finanzdirektor des KV Mechelen, Thierry Stemans, werden verhaftet und befinden sich in Untersuchungshaft. Kurzzeitig wird auch der Trainer des belgischen Profifußballvereins FC Brügge, der Kroate Ivan Leko vernommen. Neben dem FC Brügge wurden auch Hausdurchsuchungen bei rund 10 Profivereinen der Pro League durchgeführt, darunter bei RSC Anderlecht, Standard Lüttich, KRC Genk, KAA Gent, KV Kortrijk, Sporting Lokeren, KV Ostende und KV Mechelen.[51]
- Dhaka/Bangladesch: Ein Strafgericht in Dhaka unter Richter Shahed Nuruddin verhängt die Todesstrafe für 19 Menschen wegen eines Handgranatenanschlags auf die heutige Premierministerin Scheich Hasina Wajed während einer Parteikundgebung ihrer Awami-Liga am 21. August 2004. Unter den Verurteilten befindet sich auch der ehemalige Innenminister Lutfozzaman Babar, der ehemalige stellvertretende Bildungsminister Abdus Salam Pintu, der Generalmajor Rezzakul Haider Chowdhury und Brigadegeneral Abdur Rahim. Zudem wurde der im britischen Exil lebende Tarique Rahman, Sohn der früheren Premierministerin und Oppositionsführerin Khaleda Zia (BNP) zusammen mit weiteren 18 anderen Oppositionellen, darunter den ehemaligen Staatssekretär Harris Chowdhury zu einer lebenslangen Freiheitsstrafe verurteilt.[52][53]
- Fort Ternan/Kenia: Bei einem schweren Busunfall kommen 51 Menschen ums Leben, darunter sieben Kinder. Ein weiterer Insasse wurde schwer verletzt, als der Bus nachts über eine Böschung fuhr und in einen Abgrund stürzte.[54]
- Panama City/Florida, Vereinigte Staaten: Hurrikan Michael trifft mit Windgeschwindigkeiten von 250 km/h auf das Florida Panhandle und verursacht eine bis zu sechs Meter hohe Sturmflut. Es ist der stärkste Hurrikan an diesem Küstenabschnitt und der viertstärkste Hurrikan in den Vereinigten Staaten überhaupt. Durch den starken Wind, die Sturmflut sowie Überschwemmungen im Landesinneren in Teilen von Florida, Georgia, Alabama, den Carolina-Staaten, Virginia und Maryland kommt es zu wirtschaftlichen Schäden von mehr als 15 Milliarden US-Dollar, und mindestens 45 Personen verlieren durch die Auswirkungen des Sturmes ihr Leben.[55][56]
- Sant Llorenç des Cardassar/Spanien: In der Llevant von Mallorca kommen bei Unwettern mit schweren Überschwemmungen mindestens 12 Menschen ums Leben, darunter auch drei Deutsche und zwei britische Touristen. Zwei Menschen sterben in S’illot. Mit mehr als 100 Rettungskräften und rund 80 Soldaten werden die lokalen Kräfte unterstützt.[57][58]
- Vatikanstadt: Papst Franziskus äußert sich in einer Predigt seiner wöchentlichen Generalaudienz auf dem Petersplatz zum Thema Abtreibung und vergleicht diese mit einem Auftragsmord. „Einen Menschen zu beseitigen ist wie die Inanspruchnahme eines Auftragsmörders, um ein Problem zu lösen.“, so der Papst.[59]

### Donnerstag, 11. Oktober 2018

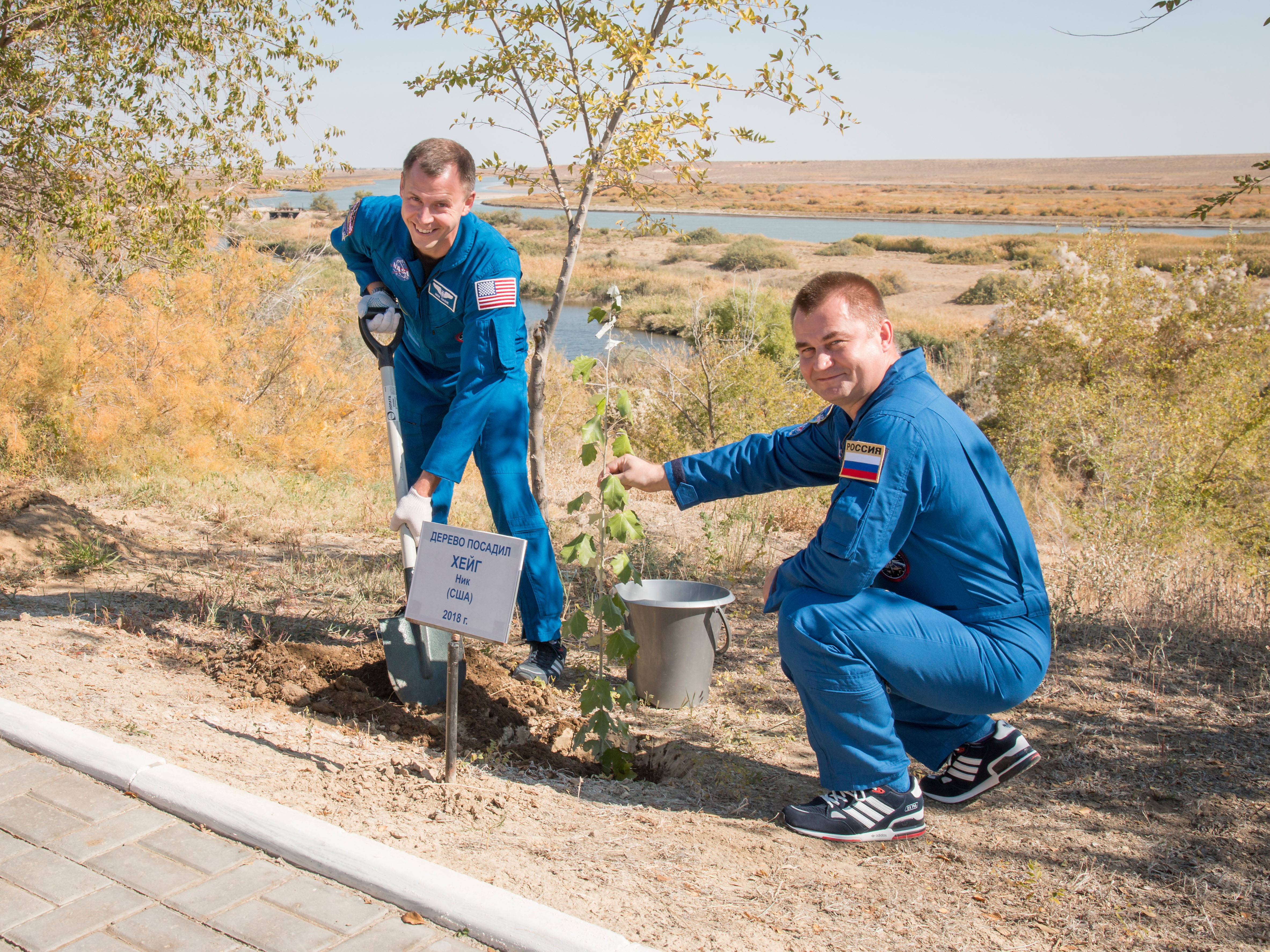
Baumpflanzzeremonie der Expeditionsteilnehmer Nick Hague und Alexey Ovchinin einige Tage vor dem Start

- Baikonur/Kasachstan: Das russische Raumschiff Sojus MS-10 mit den Kosmonauten Alexei Nikolajewitsch Owtschinin (Roskosmos) und den US-amerikanischen Astronauten Tyler N. Hague (NASA) müssen nach dem Versagen einer Raketenstufe die ergänzende ISS-Expedition 57 zur Internationalen Raumstation (ISS) abbrechen und mit der Kapsel in der Steppe notlanden.[60]
- Budapest/Ungarn: Das ungarische Außenministerium bestellt die ukrainische Botschafterin Lyubov Nepop ein, nachdem am 8. Oktober 2018 die nationalistische ukrainische Nichtregierungsorganisation Mirotworez eine Liste mit Namen von 313 Personen ethnischer Ungarn mit einer Doppelstaatsbürgerschaft veröffentlicht hat, darunter den amtierenden ungarischen Außenminister Péter Szijjártó. In der Vorwoche hatte die Ukraine zudem den ungarischen Konsul in der westukrainischen Stadt Berehowe (Beregszasz) ausgewiesen. Ungarn verleiht seit 2010 eine zusätzliche ungarische Staatsbürgerschaft an Bürger der Nachbarländer, die eine ungarische Herkunft und die Beherrschung der ungarischen Sprache nachweisen können. In der Ukraine sind Doppelstaatsbürgerschaften allerdings verboten und seit September 2017 wurde durch ein neues Sprachengesetz die Unterrichtung in ungarischer Sprache eingeschränkt. In der westukrainischen Oblast Transkarpatien leben etwa 150.000 ethnische Ungarn.[61]
- Istanbul/Türkei: in einer heiligen Synode unter Vorsitz des Patriarchen Bartholomeos I. bestätigt das Ökumenische Patriarchat von Konstantinopel die Loslösung der Ukrainisch-Orthodoxen Kirche Moskauer Patriarchats innerhalb der Russisch-Orthodoxen Kirche von Russland. Der Kirche in der Ukraine werde dadurch ein unabhängiger Status zuerkannt.[62]
- Mekka/Saudi-Arabien: Die ersten Passagiere der neuen Bahnstrecke Medina–Mekka reisen mit dem „Al-Haramain Express“, einem Hochgeschwindigkeitszug der spanischen RENFE-Baureihe 102 (Talgo 350). Die Strecke der staatlichen Saudi Railways Organisation (SRO) verbindet die heiligen Stätten Medina und Mekka. König Salman ibn Abd al-Aziz hatte diese bereits am 25. September 2018 offiziell eingeweiht. Die Gesamtkosten beliefen sich auf mehr als sieben Milliarden Euro.[63]
- Qalay-I-Zal/Afghanistan: Bei Gefechten zwischen den paramilitärischen Grenzpolizisten der afghanischen Nationalpolizei und der radikalislamischen Taliban im Distrikt Qalay-I-Zal in der Provinz Kunduz werden mindestens 15 Polizisten getötet.[64]
- Shenyang/China: Im Rahmen der Feierlichkeiten zum 15-jährigen Jubiläum des chinesischen Automobilherstellers BMW Brilliance Automotive gab der deutsche Automobilhersteller BMW mit Sitz in München bekannt, ihren Anteil für rund 3,4 Milliarden Euro von 50 Prozent auf 75 Prozent an dem Joint-Venture Brilliance China Auto zu erhöhen und die Zusammenarbeit bis 2040 zu verlängern. 25 Prozent behalte die Holding Brilliance China Automotive Holdings. Insgesamt rund 5.000 neue Arbeitsplätze sollen ab 2020 in China zusätzlich in den BBA-Werken entstehen.[65][66]
- Urumtschi/China: Im Kampf gegen die uigurische Unabhängigkeitsbewegung in der Provinz Xinjiang, deren Mehrzahl Muslime sind, ordnet die Zentralregierung durch ein verschärftes Gesetz die Legalisierung von Umerziehungslagern an, in denen rund eine Million Uiguren festgehalten und indoktriniert werden. Die Behörden haben danach das Recht, „extremistische Personen“ in Trainingszentren „zu erziehen und zu transformieren“. Das Gesetz ist Teil der Kampagne, mit der die Kommunistische Partei Chinas (KPCh) gegen das muslimische Turkvolk der Uiguren vorgeht, die in den Städten besonders bewacht werden. Bereits 2017 verboten wurden das Tragen von Kopftüchern und die Weigerung, den staatlichen Rundfunk zu hören. Die Staatsanwaltschaft der Provinzhauptstadt Urumtschi rief zudem zum Kampf gegen die „Pan-Halalisierung“ auf, die Kennzeichnung von Halāl-Produkten.[67]

### Freitag, 12. Oktober 2018
- Aliağa/Türkei:  Der seit 7. Oktober 2016 inhaftierte und ab 23. Juli 2018 unter Hausarrest stehende und wegen Terrorvorwürfen in der Türkei festgehaltenen US-amerikanischen Pastor Andrew Brunson der Evangelikalen-Presbyterianischen Kirche wurde von einem Gericht zu einer Haftstrafe von drei Jahren und einem Monat für die Unterstützung der Terrororganisationen die kurdische Arbeiterpartei Kurdistans (PKK) und die Gülen-Bewegung verurteilt. Wegen der abgeleisteten zweijährigen Untersuchungshaft und seines guten Verhaltens wurde Brunson aber frühzeitig freigelassen und das Ausreiseverbot damit auch aufgehoben. US-Präsident Donald Trump hatte seine Freilassung gefordert und Strafzölle gegen die Türkei verhängt, die den Absturz der türkischen Lira beschleunigten.[68]
- Berlin/Deutschland: Die Feldlerche wird zum zweiten Mal nach 1998 Vogel des Jahres in Deutschland. Dieser wird vom Naturschutzbund Deutschland (NABU) und dem Landesbund für Vogelschutz in Bayern (LBV) geführt und wird durch BirdLife Österreich auch für Österreich übernommen.[69]
- Bududa/Uganda: Bei einem Erdrutsch nahe dem Dorf Nanyinza im Distrikt Bududa und nahe dem Mount Elgon kommen mindestens 41 Menschen ums Leben.[70]
- Harardheere/Somalia: Die Streitkräfte der Vereinigten Staaten führen mit Unterstützung der somalischen Regierung schwere Luftangriffe gegen die radikalislamische Al-Shabaab-Miliz in Harardheere durch und töten dabei nach eigenen Angaben rund 60 Kämpfer.[71]
- Jerewan/Armenien: Zum Abschluss des zweitägigen Gipfeltreffens der Organisation der Frankophonie (OIF) mit Vertretern aus 84 Mitgliedstaaten wird die Außenministerin von Ruanda, Louise Mushikiwabo, zur neuen Generalsekretärin gewählt und löst damit die Kanadierin Michaëlle Jean ab.[72]
- Menlo Park/Vereinigte Staaten: Das US-amerikanische Internetunternehmen Facebook Inc. gibt nach eigenen Angaben im Kampf gegen Spam und fingierten Internetforen die Abschaltung von 251 Nutzerkonten und 559 Seiten im sozialen Netzwerk Facebook bekannt. Demnach sollen falsche oder mehrere Konten dazu genutzt worden sein, enorme Datenmengen von Online-Inhalten über ein Netzwerk von Gruppen und Facebookseiten zu veröffentlichen, um den Internetverkehr auf die gewünschten Websites zu lenken, um entgegen der Wirklichkeit eine große Popularität ihrer Inhalte vorzutäuschen, sogenanntes Clickbaiting. Betroffen sind demnach auch die Seiten von politischen Aktivisten in den USA, darunter Nation in Distress, Reverb Press, Reasonable People Unite (Chris Metcalf), The Resistance, Right Wing News, Snowflake Nation sowie auch den russischen Datenbankanbieter SocialDataHub. Bereits im August 2018 löschte Facebook rund 652 Profile, Seiten und Gruppen und sperrte 282 Twitter-Accounts wegen Propaganda, darunter auch aus Russland und dem Iran. Die Aktionen werden auch in Zusammenhang gesehen mit möglicher Beeinflussung der Öffentlichkeit zu den US-Kongresswahlen am 6. November 2018.[73][74]
- Umuahia/Nigeria: Im Bundesstaat Abia in der Nähe des Ortes Umu Aduru im Bezirk Osisioma werden bei einer Explosion eines Teilstücks der 2E-Pipeline zwischen den Städten Aba und Port Harcourt mindestens 19 Menschen getötet. Die staatliche Ölgesellschaft Nigerian National Petroleum Corporation (NNPC) erklärte als Grund für Unglück den möglichen Diebstahl von Erdöl aus der Pipeline.[75]
- Washington, D.C., Vereinigte Staaten: Papst Franziskus nahm den Amtsverzicht von Erzbischof Donald Wuerl vom Erzbistum Washington an, nachdem ihm vorgeworfen wurde, die Missbrauchsfälle von Erzbischof Theodore McCarrick gedeckt zu haben. McCarrick war 2006 wegen im Priesteramt begangener sexueller Übergriffe entlassen worden.[76] Wuerl bleibt dennoch an der Spitze seiner Diözese.[77]
- Weilheim in Oberbayern/Deutschland: Das mittelständische Textil- und Modeunternehmen K&L Ruppert hat beim Amtsgericht Weilheim Antrag auf Insolvenz in Eigenverantwortung gestellt und soll im Schutzschirmverfahren saniert werden. K&L betreibt rund 57 Filialen in Süddeutschland und beschäftigt rund 1200 Mitarbeiter.[78]

### Samstag, 13. Oktober 2018
- Berlin/Deutschland: An einer Demonstration unter dem Motto „Für eine offene und freie Gesellschaft – Solidarität statt Ausgrenzung“ des Bündnisses Unteilbar nehmen nach Angaben des Veranstalters rund 242.000 Menschen teil. Zahlreiche Organisationen, Verbände, Parteien und religiöse Einrichtungen unterstützen den Aufruf des vom Rechtsanwalt Lukas Theune gegründeten Bündnisses. Darunter sind Prominente wie Benno Fürmann, Jan Böhmermann, Herbert Grönemeyer und Konstantin Wecker sowie die Band Die Ärzte.[79] An der Kundgebung nahm auch der „Freiheit statt Angst – Stoppt die Polizeigesetze“-Block teil.[80][81]
- Luanda/Angola: Die angolanischen Behörden gehen verstärkt gegen zugewanderte Arbeitskräfte aus dem Nachbarland Kongo vor. Seit dem 25. September 2018 sollen bereits 180.802 Migranten die Grenze zu den Provinzen Lunda Norte und Lunda Sul überquert haben, um in den teils illegalen Diamantenminen zu arbeiten. In der kongolesischen Grenzstadt Kamako in der kongolesischen Provinz Kasaï sind nach Angaben örtlicher Behörden seit dem 1. Oktober 2018 bereits rund 97.000 „Rückkehrer“ aus Angola registriert.[82][83]
- Rustaq/Afghanistan: Bei einem Bombenattentat auf eine Wahlkampfveranstaltung der Parlamentskandidatin Nazifa Yousefibek werden mindestens 14 Menschen getötet und 33 verletzt. Die Kandidatin selbst bleibt unverletzt.[84]
- Vatikanstadt: Papst Franziskus hat dem früheren chilenischen Erzbischof von La Serena, Francisco José Cox Huneeus, und dem früheren Bischof von Iquique, Marco Antonio Órdenes Fernández, wegen sexuellen Kindesmissbrauchs die Bischofs- und Priesterwürde aberkannt und sie in den Laienstand versetzt.[85]

### Sonntag, 14. Oktober 2018
- Baidoa/Somalia: Bei zwei Selbstmordanschlägen der radikalislamischen Al-Shabaab-Miliz auf das beliebte Restaurant Badri und das Hotel Bilan in Baidoa werden mindestens 22 Menschen getötet und rund 30 Menschen zum Teil schwer verletzt.[86]

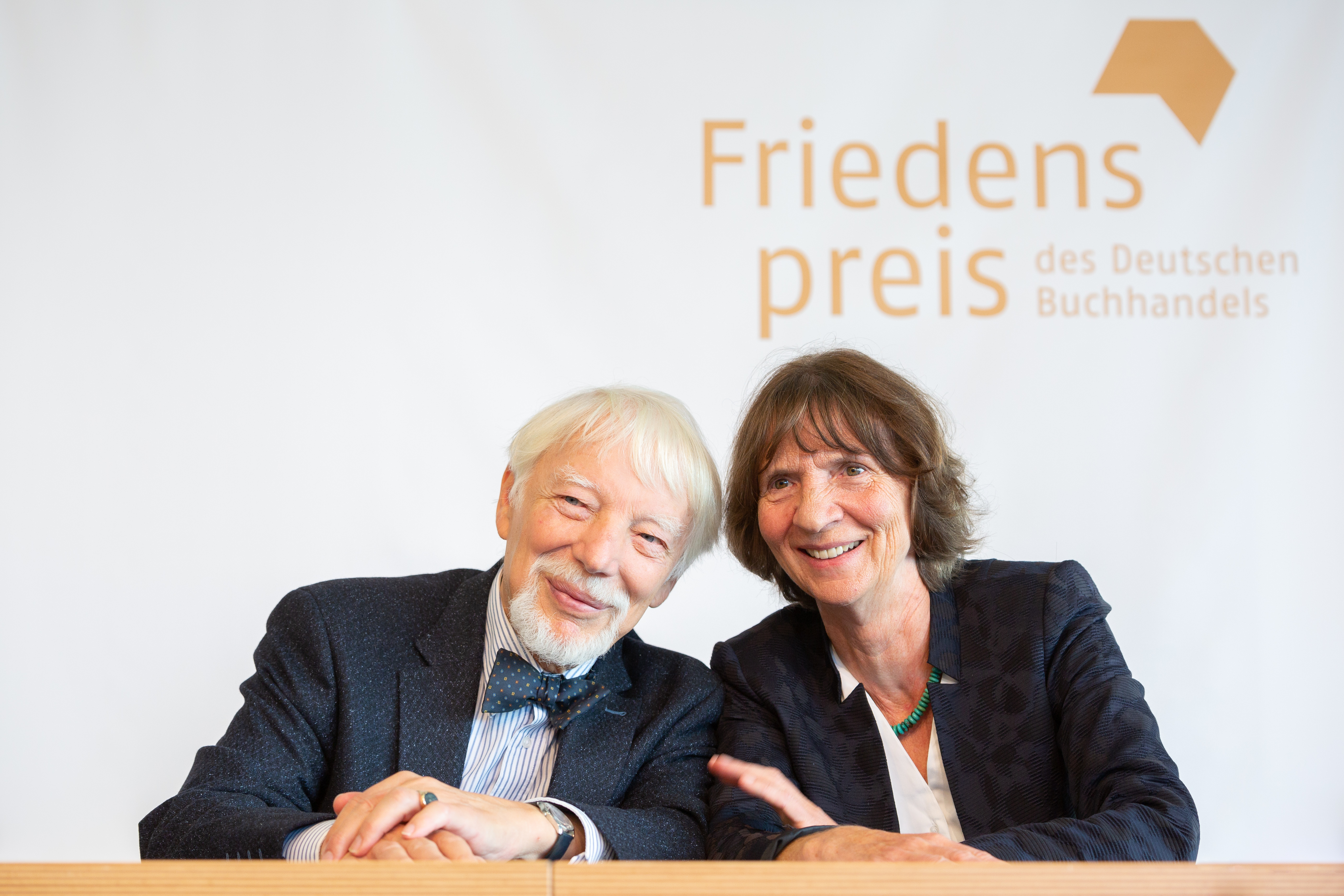
Jan und Aleida Assmann

- Frankfurt am Main/Deutschland: Der Stiftungsrat des Friedenspreises des Deutschen Buchhandels hat zum Abschluss der Frankfurter Buchmesse die deutsche Literatur- und Kulturwissenschaftlerin Aleida Assmann und den deutschen Ägyptologen und Kulturwissenschaftler Jan Assmann in der Paulskirche mit dem Friedenspreis des Deutschen Buchhandels ausgezeichnet. Gestiftet wird der Preis in Höhe von 25.000 Euro durch den Börsenverein des Deutschen Buchhandels.[87]
- Freiburg im Breisgau/Deutschland: Eine 18-jährige Frau wird nach einem Besuch der Diskothek Nightclub Velvet im Industriegebiet Nord von mindestens acht mutmaßlichen Tätern vergewaltigt. Die Polizei und Staatsanwaltschaft geben am 27. Oktober bekannt, dass sieben Syrer im Alter von 19 bis 29 Jahren und ein 25 Jahre alter Deutscher sich in Untersuchungshaft befinden.[88]
- Kailua-Kona/Vereinigte Staaten: Beim Ironman-Triathlon auf Hawaii (Ironman World Championship) hat der Deutsche Patrick Lange mit neuem Streckenrekord gesiegt, während die Schweizerin Daniela Ryf zum vierten Mal in Folge erfolgreich gewesen ist.[89]
- Luxemburg/Luxemburg: 24. Kammerwahl
- München/Deutschland: Bei der Landtagswahl in Bayern verfehlt die regierende Christlich-Soziale Union (CSU) unter dem seit März 2018 amtierenden Ministerpräsidenten Markus Söder die absolute Mehrheit und erreicht 37,2 Prozent der Stimmen. Die Partei Bündnis 90/Die Grünen wird mit 17,5 Prozent als zweitstärkste Kraft in den Landtag gewählt. Drittstärkste Kraft sind die Freien Wähler (FW) mit rund 11,6 Prozent und neben Bündnis 90/Die Grünen ein möglicher Koalitionspartner der CSU. Die Sozialdemokratische Partei Deutschlands (SPD) markiert einen historischen Tiefpunkt und erreicht nur noch 9,7 Prozent der abgegebenen Stimmen. Die Alternative für Deutschland (AfD) wird erstmals in den bayerischen Landtag gewählt und erreicht 10,2 Prozent. Die Freie Demokratische Partei (FDP) erhält 5,1 Prozent.
- Vatikanstadt: Papst Franziskus hat sieben Personen heiliggesprochen, darunter auch den 262. Papst Paul VI., der von 1963 bis 1978 Oberhaupt der katholischen Kirche gewesen war und der frühere Erzbischof von San Salvador Óscar Romero und die Ordensschwester Maria Katharina Kasper, Gründerin der Kongregation der Armen Dienstmägde Jesu Christi im Bistum Limburg.[90]

### Montag, 15. Oktober 2018
- Aden/Jemen: Staatspräsident Abed Rabbo Mansur Hadi entlässt Premierminister Ahmed Obeid bin Daghr aufgrund der Wirtschaftskrise und des Währungsverfalls des Jemen-Rial in dem Bürgerkriegsland und ernennt Maeen Abdul Malek zum neuen Premierminister.[91]
- Frankfurt am Main/Deutschland: Die Staatsanwaltschaft Frankfurt am Main führt nach einer Strafanzeige des Kraftfahrt-Bundesamtes (KBA) an den Standorten des Automobilherstellers Opel (Teil der französischen Groupe PSA) in Rüsselsheim am Main und Kaiserslautern Untersuchungen im Rahmen eines Ermittlungsverfahrens zum Thema Emissionen durch. Dabei gehe es nach Angaben der Staatsanwaltschaft um „Dieselfahrzeuge mit manipulierter Abgassoftware“.[92]

Logo des US-Unternehmens Sears

- Hoffman Estates/Vereinigte Staaten: Der traditionsreiche Einzel- und Versandhandelskonzern Sears Holdings Corporation mit rund 90.000 Mitarbeitern beantragt Gläubigerschutz nach Chapter 11 und meldet damit das Insolvenzverfahren an. Sears hat 11,3 Milliarden US-Dollar an Verbindlichkeiten. Dem stehen 6,9 Milliarden US-Dollar an Vermögenswerten gegenüber.[93][94]
- Minsk/Belarus: Die Russisch-Orthodoxe Kirche bricht im Streit um die kirchliche Hoheit über die Ukraine den Kontakt mit dem Ökumenischen Patriarchat von Konstantinopel ab. Dies gab der Metropolit Hilarion Alfejew in Minsk bekannt. Priester beider Kirchen können somit keine gemeinsamen Gottesdienste mehr feiern und Gläubige der beiden Kirchen nicht mehr zusammen die Kommunion empfangen. Am 11. Oktober 2018 hatte Bartholomeos I. die Bildung einer eigenständigen und vereinten ukrainischen Landeskirche unterstützt.[95]
- Trèbes/Frankreich: Nach schweren Regenfällen und massiven Überschwemmungen im Département Aude kommen neun Menschen in Trèbes und zwei Menschen in Villegailhenc ums Leben.[96]

### Dienstag, 16. Oktober 2018
- Changshun/China: Der chinesische Pharmakonzern Changchun Changsheng Life Sciences in der Provinz Guizhou wird durch die China Food and Drug Administration (CFDA) zu einer Strafzahlung von rund 9,1 Milliarden Yuan (umgerechnet 1,1 Milliarden Euro) verurteilt.[97] Danach hat das Unternehmen seit April 2014 Daten gefälscht und zum Teil unwirksame und abgelaufene Tollwut-Impfstoffe in Umlauf gebracht haben. Auch unwirksame DTP-Kombi-Impfstoffe sollen 2017 in Verkehr gebracht worden sein. Hunderttausende Kinder sind betroffen. Im Juli 2018 wurden mehrere Firmenangehörige festgenommen.[98]
- Jerewan/Armenien: Der seit Mai 2018 amtierende Premierminister Nikol Paschinjan ist zurückgetreten, damit das Volk „seinen Willen in vorgezogenen Parlamentswahlen kundtun kann“, erklärte er in einer Fernsehansprache. Die friedliche, sogenannte Samtene Revolution, durch die er im Mai an die Regierung gekommen war, solle vollendet werden. Die Neuwahlen zur Nationalversammlung sind für den 9. oder 10. Dezember 2018 geplant.[99]
- München/Deutschland: Die Staatsanwaltschaft München II hat gegen den Automobilhersteller Audi mit Sitz in Ingolstadt wegen einer fahrlässigen Aufsichtspflichtverletzung im Unternehmen nach § 130 OWiG im Rahmen des Abgasskandals mit Diesel-Fahrzeugen einen Bußgeldbescheid über 800 Millionen Euro verhängt. Die Erteilung von behördlichen Genehmigungen und den Vertrieb der Fahrzeuge von 2004 bis 2018 entsprach dabei nicht den regulatorischen Anforderungen im Hinblick auf den Ausstoß von Stickoxiden. Die Audi AG hat auf die Einlegung eines Rechtsmittels verzichtet. Das Ermittlungsverfahren gegen 20 Beschuldigte, darunter das in Untersuchungshaft befindliche ehemalige Mitglied des Vorstands der Audi AG und Volkswagen AG, Rupert Stadler, ist noch nicht abgeschlossen.[100]
- Salé/Marokko: Bei einem Eisenbahnunglück der staatlichen Bahngesellschaft ONCF auf der Strecke Kenitra–Casablanca nahe der Haltestelle Sidi Bouknadel kommen mindestens sieben Menschen ums Leben und 86 werden verletzt.[101]

### Mittwoch, 17. Oktober 2018
- Athen/Griechenland: Im Zuge des Namensstreits mit dem Nachbarland Mazedonien ist der griechische Außenminister Nikos Kotzias (parteilos) zurückgetreten, da Verteidigungsminister Panos Kammenos (ANEL) den mit Mazedonien vereinbarten Kompromiss nicht mittragen will.[102]
- Berlin/Deutschland: Die Bundesregierung geht nach einer Kleinen Anfrage der FDP im Bundestag den Umfang der flüchtlingsbezogenen Belastungen und Integrationsmaßnahmen im Bundeshaushalt mit rund 22,6 Milliarden Euro im Jahr 2018 aus. Darin enthalten sind bereits die zusätzlichen Entlastungen von Ländern und Kommunen in Höhe von 6,85 Milliarden Euro.[103][104]
- Kertsch/Krim: Bei einem Amoklauf eines 18-jährigen Berufsschülers werden an einer polytechnischen Berufsschule auf der von Russland annektierten ukrainischen Halbinsel Krim mindestens 20 Menschen getötet, darunter ist auch der Täter. Nach Angaben von Ermittlern handelt es sich dabei um Wladislaw Rosljakow. Es gibt zudem rund 40 Verletzte. Der Regierungschef der Autonomen Republik Krim, Sergei Aksjonow, ordnet eine dreitägige Staatstrauer an.[105]
- Laschkar Gah/Afghanistan: Bei einem Bombenanschlag der radikalislamischen Taliban wird der Parlamentsabgeordnete Abdul Dschabar Kahraman und vier weitere Personen in seinem Wahlkampfbüro getötet. Nach Angaben der Vereinten Nationen wurden bis Ende September 2018 bisher 126 Zivilisten bei Anschlägen auf Wahlregistrierstellen, Wahllokale oder Wahlkampfveranstaltungen getötet und 240 weitere verletzt.[106]
- Ottawa/Kanada: Die Legalisierung von Cannabiskonsum in Kanada ist in Kraft getreten. Jeder Einwohner darf rund 30 Gramm Cannabis besitzen. Der Handel ist staatlich reglementiert und wird besteuert.[107]
- Warschau/Polen: Der polnische Energiekonzern Polskie Górnictwo Naftowe i Gazownictwo (PGNiG) unterzeichnet zwei Verträge mit dem US-amerikanischen Konzern Venture Global LNG über die Lieferung von Flüssiggas (LNG) aus den USA in Höhe von über 2 Millionen Tonnen jährlich und für die nächsten 20 Jahre.[108] Bereits Anfang September 2018 kam es zu einem ähnlichen Vertragsabschluss über 1 Mio. Tonnen jährlich zwischen der spanischen Repsol und dem US-Konzern Venture Global LNG mit Sitz in Arlington.[109]

### Donnerstag, 18. Oktober 2018

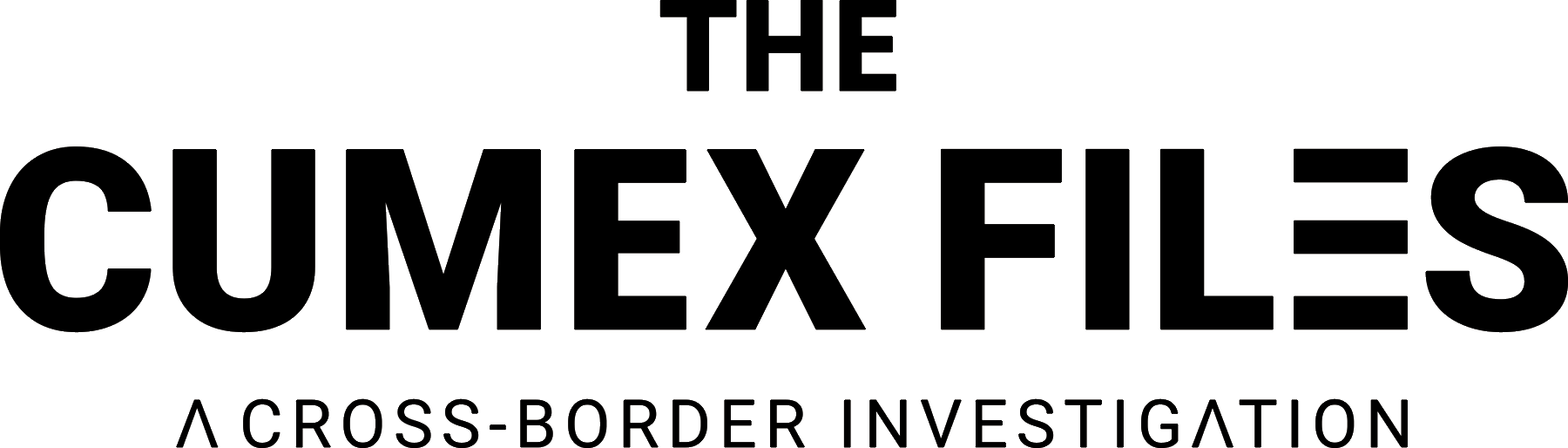

- Berlin/Deutschland: Nach Recherchen eines Verbunds aus 19 Medien aus 12 Ländern unter Leitung des Recherchezentrums Correctiv wird unter dem Namen The Cumex Files bekannt, dass nicht nur in Deutschland, Dänemark und Österreich der Fiskus und Steuerzahler durch das Dividendenstripping geschädigt wurden, sondern auch in Belgien und Norwegen. Die Staatsanwaltschaft Köln hat bereits im Juni 2018 ein Ermittlungsverfahren gegen die spanische Großbank Santander eröffnet. Sie soll im Zusammenhang mit Cum-Ex-Geschäften als sogenannter Leerverkäufer agiert haben. Auch gegen die australische Macquarie-Bank wird ermittelt. An den Recherchen beteiligt sind deutsche Journalisten der Zeitungen Die Zeit mit Zeit Online, das Fernsehmagazin Panorama und der Hörfunksender NDR Info.[110][111]
- Brüssel/Belgien: Auf dem 12. Asien-Europa-Treffen (ASEM) von rund 50 europäischen und asiatischen Staaten geht es vorrangig um Wirtschaftsfragen. Darin fordern die Teilnehmer mehrheitlich die bisherigen globalisierten Welthandelsregeln anzuwenden, sprechen sich für ein multilaterales Handelssystem aus und distanzieren sich von Protektionismus. An dem Treffen nehmen neben der Europäischen Union (EU) als Ausrichter auch Vertreter aus Russland, China und Japan teil.[112]
- Nikosia/Zypern: Die zyprische Fluggesellschaft Cobalt Air mit Basis auf dem Flughafen Larnaka stellt ihren sofortigen Betrieb ein. Diese wurde bislang von chinesischen Investoren finanziert.[113]
- Oslo/Norwegen: Die norwegische Regierung unter Ministerpräsidentin Erna Solberg hat sich offiziell für die Diskriminierung der Frauen entschuldigt, die während der Zeit der deutschen Besetzung Norwegens Beziehungen mit deutschen Soldaten hatten („tyskerjente“).
- Thimphu/Bhutan: Zweiter Wahlgang der Parlamentswahl in Bhutan.

### Freitag, 19. Oktober 2018
- Amritsar/Indien: Bei einem schweren Bahnunglück der staatlichen Indian Railways (IR) auf der Strecke Manawala nach Firozpur nahe der Grenze zu Pakistan im Bundesstaat Punjab sterben mindestens 61 Menschen und weite 48 werden verletzt. Während des Hindu-Festes Dashahara fährt der Zug in eine teils auf den Schienen stehende Menschenmenge, die während eines Feuerwerks den heranfahrenden Zug nicht hörten.[114]
- Berlin/Deutschland: Der Bundesrat hat dem Entschließungsantrag des Landes Rheinland-Pfalz über die Treibstoffschnellablass-Meldepflicht binnen 24 Stunden nach dem Vorfall zugestimmt. Der Verkehrsminister wurde mit der sofortigen Umsetzung beauftragt.[115]

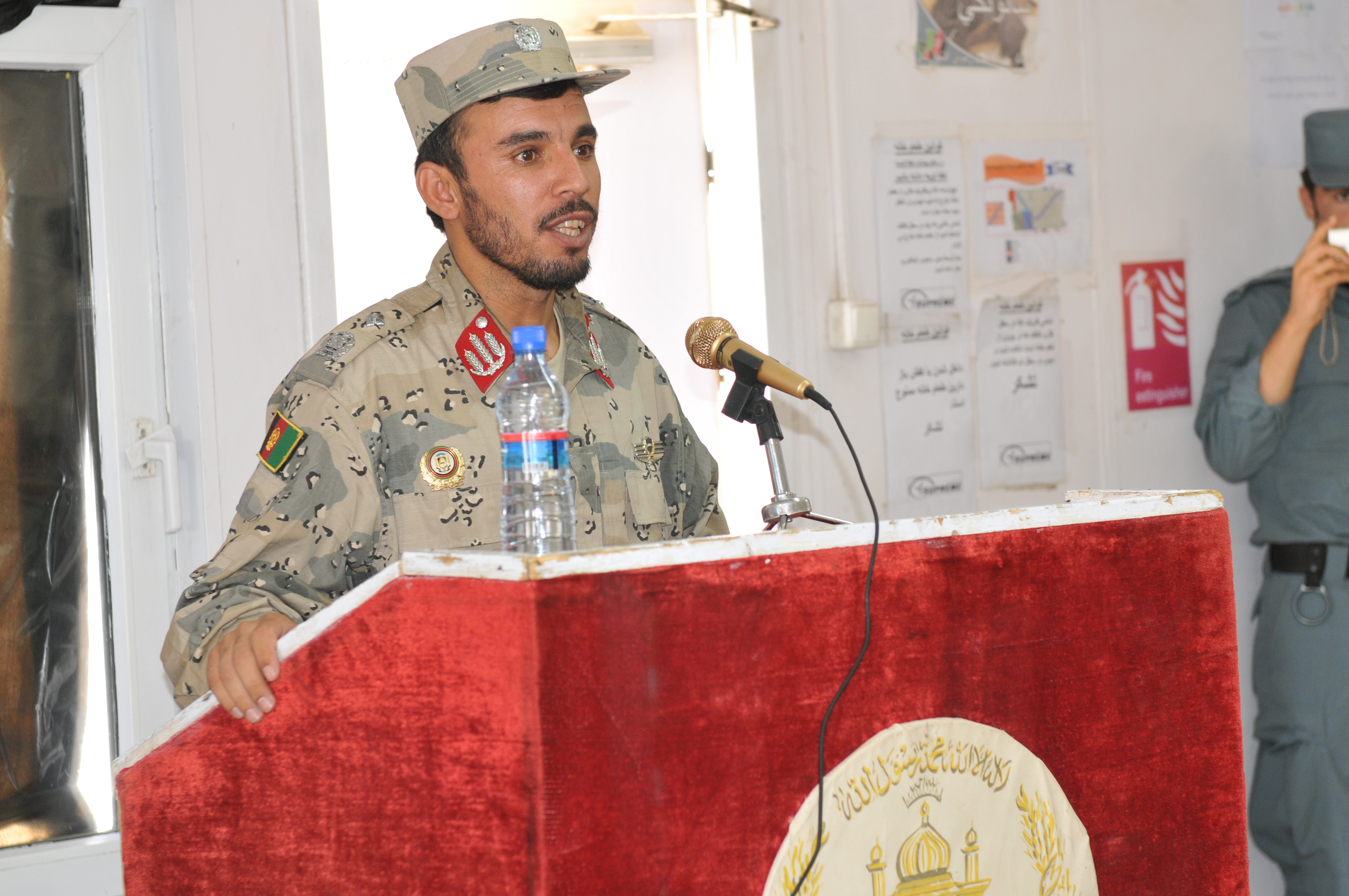
Generalleutnant Abdul Rasik Atschiksai kommt bei einem Attentat ums Leben (Foto von 2012)

- Kandahar/Afghanistan: Bei einem Angriff der radikalislamischen Taliban nach einem Treffen im Gouverneurspalast in Kandahar an dem auch der NATO-Befehlshaber der Resolute-Support-Mission, US-General Austin S. Miller teilnahm, wird der einflussreiche Polizeichef der Provinz Kandahar, Generalleutnant Abdul Rasik Atschiksai, der Geheimdienstchef von Kandahar, General Abdul Momin Hussein Chel und der Journalist Salim Dschan Naumedi getötet. Der Gouverneur der Provinz Kandahar Zalmai Wesa wird schwer verletzt und der Kommandeur des Train Advice Assist Command South (TAAC), US-Brigadegeneral Jeffrey D. Smiley wird verletzt und nach Deutschland ausgeflogen. Zudem werden 13 weitere Personen verletzt.[116] Nach dem Attentat wurde die Parlamentswahl für die Provinz Kandahar offiziell um eine Woche verschoben.[117][118]
- Luxemburg/Luxemburg: Der Europäische Gerichtshof (EuGH) gibt der Klage der Europäischen Kommission gegen Polen aufgrund Artikel 19 Abs. 1 Unterabschnitt 2 EUV und Artikel 47 der Charta der Grundrechte der Europäischen Union Recht und verpflichtet die polnische Regierung unverzüglich die Anwendung der nationalen Bestimmungen zur Senkung des Ruhestandsalters der Richter am Obersten Gericht auf 65 Jahre auszusetzen.[119]
- Skopje/Mazedonien: Mit einer Zweidrittelmehrheit im Parlament stimmten die Abgeordneten der Regierungsmehrheit unter Ministerpräsident Zoran Zaev (SDSM) für eine Verfassungsänderung und die Änderung des Staatsnamens in Nordmazedonien. Am 30. September 2018 scheiterte zunächst das für das Parlament nicht bindende Verfassungsreferendum nach der Vereinbarung mit Griechenland zur Änderung des Staatsnamens von der international offiziell nur anerkannten Bezeichnung Ehemalige jugoslawische Republik Mazedonien in Republik Nordmazedonien sowie über den Beitritt zur Europäischen Union (EU) und zum NATO-Militärbündnis trotz massiver Werbung durch westliche Politiker aufgrund einer zu geringen Wahlbeteiligung.[120][121]

### Samstag, 20. Oktober 2018
- Ciudad Tecún Umán/Guatemala: An der Grenzstadt zu Mexiko überwinden nach rund einer Woche Fußmarsch mehrere Tausend Migranten aus Honduras, Guatemala und El Salvador illegal die Grenze mit dem Ziel in die Vereinigten Staaten zu gelangen. Mexiko richtete Migrationszentren in der Grenzstadt Ciudad Hidalgo ein. US-Außenminister Mike Pompeo warnte bei einem Treffen mit seinem mexikanischen Kollegen Luis Videgaray vor einer großen Krise, sollte eine Rekordzahl von Migranten in die Vereinigten Staaten gelangen.[122][123]
- Elko/Vereinigte Staaten: Bei einem Wahlkampfauftritt im US-Bundesstaat Nevada kündigt US-Präsident Donald Trump an, den Ende 1987 abgeschlossenen Washingtoner Vertrag über nukleare Mittelstreckensysteme (INF) zu kündigen. Nach US- und auch NATO-Angaben habe Russland gegen den INF-Vertrag verstoßen, der es verbietet, landgestützte Nuklearraketen mit einer Reichweite zwischen 500 und 5500 Kilometern zu produzieren, zu besitzen oder zu testen. So soll Russland den neuen landgestützten Marschflugkörper 9M729 (NATO-Codename: SS-C-8 Screwdriver) für das nuklear bestückbare Trägersystem Iskander-K mit einer Reichweite von 2600 Kilometern produziert haben. Der russische Präsident Wladimir Putin entgegnete, dass das seit 2016 im Rahmen des US-Raketenschildes auf dem rumänischen Militärflugplatz Deveselu stationierte Aegis Ashore Missile Defense System (AAMDS) auch jederzeit mit nuklear bestückten Marschflugkörper eingesetzt werden könnte.[124]
- Kabul/Afghanistan: Bei der Parlamentswahl kommt es zu mehreren Anschlägen und Angriffen auf Wahllokale durch die radikalislamischen Taliban. Mindestens 11 Menschen kommen dabei ums Leben und 120 Verletzte. Einige Wahllokale konnten nicht geöffnet werden. Rund 70.000 Soldaten sichern die rund 21.000 Wahllokale im Land. Auf die nördliche Stadt Kundus werden rund 50 Raketen abgefeuert.[125]

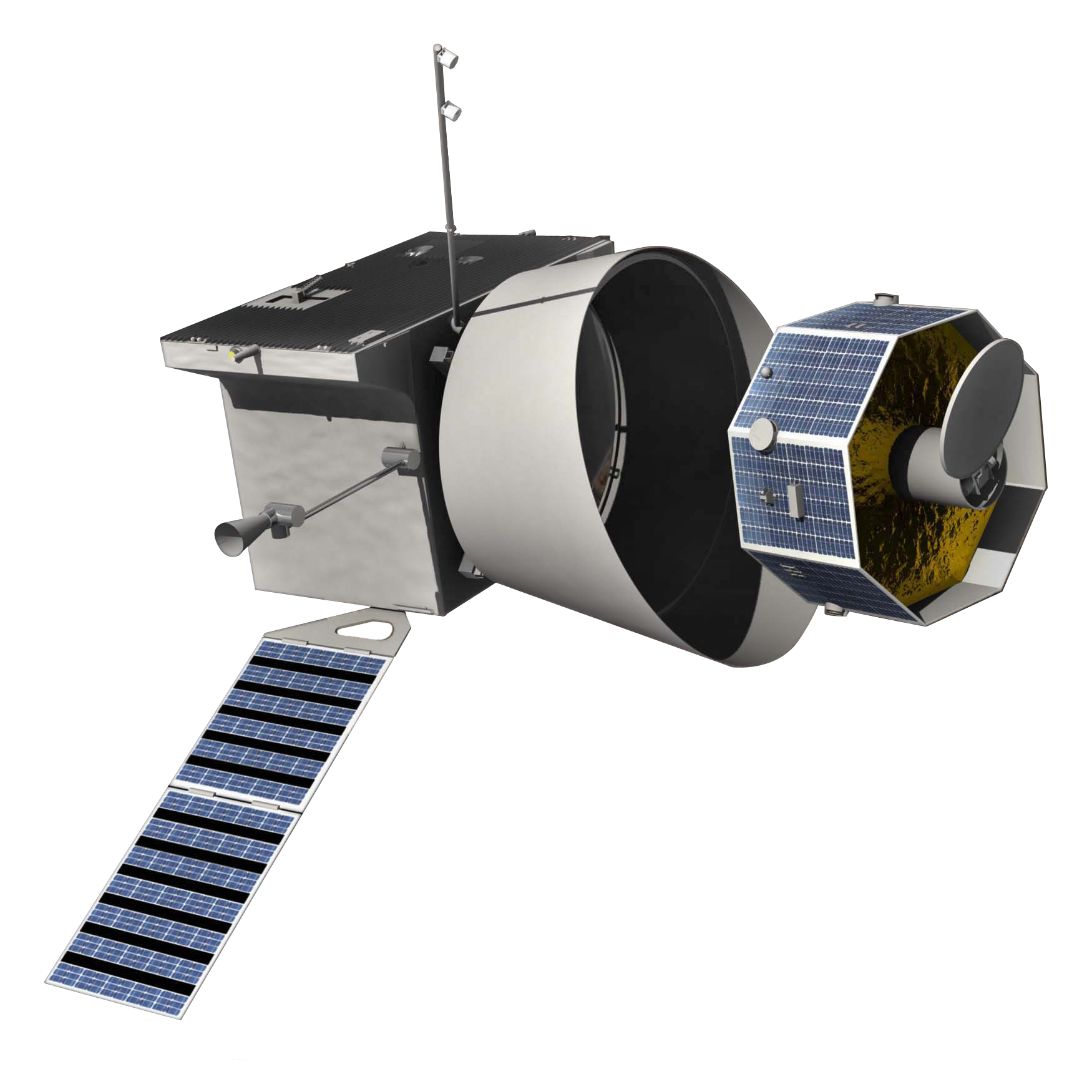
Modell der Merkur-Sonde BepiColombo

- Kourou/Französisch-Guayana: Die Merkur-Sonde BepiColombo startet mit einer Ariane-5-Trägerrakete vom Raumfahrtzentrum Guayana. Die Sonde ist eine Kooperation der Raumfahrtorganisationen ESA und JAXA.
- New York/Vereinigte Staaten: Die US-Ratingagentur Moody’s stuft das Rating des EU-Mitgliedsstaates Italien für langfristige Verbindlichkeiten von „Baa2“ auf „Baa3“ ab und begründet dies mit dem geplanten höheren Haushaltsdefizit.[126]
- Riad/Saudi-Arabien: Die Generalstaatsanwaltschaft in Saudi-Arabien bestätigt nach wochenlangem Abstreiten, dass der vermisste Journalist Jamal Khashoggi im Konsulat des Königreichs in Istanbul in der Türkei am 2. Oktober 2018 getötet worden ist und in diesem Zusammenhang 18 Personen verhaftet wurden. Der stellvertretende Chef des saudischen Nachrichtendienstes al-Muchabarat al-'Amma, Generalmajor Ahmad Hassan Mohammad Asiri, sowie der Berater des Zentrums für Studien und Medienangelegenheiten am saudischen Königshof, Saud Al-Kahtani werden entlassen. Demnach soll Khashoggi infolge einer Schlägerei im Konsulat ums Leben gekommen sein. Türkische Quellen berichteten im Vorfeld allerdings, ein eigens angereistes saudisches Kommando habe ihn im Konsulat ermordet. Da der stellvertretende Geheimdienstchef und weitere Personen aus dem Umfeld verhaftet wurden, macht es den Anschein, dass eine Sting-Operation dahinter steht. Mehrere US-Politiker und auch deutsche Politiker forderten die Einstellung von Rüstungsexporten nach Saudi-Arabien.[127][128]

### Sonntag, 21. Oktober 2018
- Amman/Jordanien: König Abdullah II. gibt bekannt, die bisherige Vereinbarung mit Israel zur Nutzung der jordanischen Grenzgebiete Baqoura (Naharajim) und Al-Ghamr (Tzofar) nicht verlängert wird. Die Vereinbarung wurde ergänzend zum Israelisch-jordanischen Friedensvertrag von 1994 mit einer Laufzeit von 25 Jahren festgelegt und läuft somit zum 25. Oktober 2019 aus.[129]
- Bozen/Italien: Bei der Landtagswahl in Südtirol gewinnt die Südtiroler Volkspartei (SVP) mit 41,9 % der Stimmen die Mehrheit und beginnt Sondierungen mit allen Parteien zur Bildung einer Regierung. Überraschend erreicht das Team Köllensperger 15,2 Prozent der Stimmen. Die Lega Nord erreicht 11,1 Prozent.
- Dongshan/Taiwan: Beim Eisenbahnunfall von Xinma kommen 22 Menschen ums Leben und 170 werden verletzt.
- Mutsamudu/Komoren: Die Nationalgarde der Komoren (Peloton d'intervention de la Gendarmerie nationale) kann einen Rebellenaufstand auf der Insel Anjouan zurückschlagen. Mindestens drei Menschen kamen ums Leben. Das umstrittene Verfassungsreferendum im Juli 2018, das dem amtierenden Staatspräsidenten Azali Assoumani erlaubt, weitere 11 Jahre im Amt zu bleiben, und separatistische Bestrebungen führen zu der Krise.[130]
- Paris/Frankreich: Beim Tischtennis-World-Cup gewinnt der Chinese Fan Zhendong zum zweiten Mal die Goldmedaille.
- Trient/Italien: Nach der Landtagswahl im Trentino wird Maurizio Fugatti (Lega Nord) mit 46,47 % der Stimmen zum Landeshauptmann der Autonomen Provinz Trient gewählt.[131]

### Montag, 22. Oktober 2018

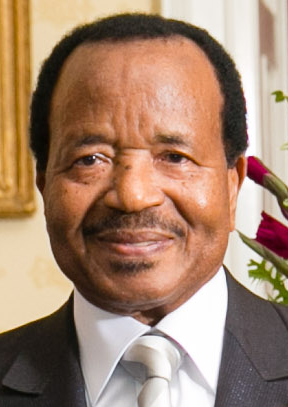
Paul Biya (2014)

- Yaoundé/Kamerun: Nach der Präsidentschaftswahl vom 7. Oktober 2018 ist der seit 1982 amtierende Staatspräsident Paul Biya mit 71,2 Prozent der Stimmen wiedergewählt. Der oppositionelle Kandidat Maurice Kamto erhielt demnach 14,2 Prozent der Stimmen.

### Dienstag, 23. Oktober 2018
- Hanoi/Vietnam: Nguyễn Phú Trọng wird zum Staatspräsidenten Vietnams gewählt.
- Straßburg/Frankreich: Die Europäische Kommission hat erstmals in der Geschichte der Europäischen Union (EU) den Haushaltsentwurf eines Mitgliedsstaates nicht bestätigt. Der vorgelegte Haushaltsplan von Italien für 2019 stelle einen besonders schwerwiegenden Verstoß gegen die haushaltspolitischen Empfehlungen des Rates vom 13. Juli 2018 dar. Die italienische Regierung unter Ministerpräsident Giuseppe Conte wird aufgefordert, einen neuen Haushaltsentwurf vorzulegen. Der EU-Kommissar für den Euro und sozialen Dialog, der Lette Valdis Dombrovskis, sieht den hohen Schuldenstand und die geplante Neuverschuldung ist als kritisch.[132]
- Warna/Bulgarien: Im bulgarischen Seegebiet des Schwarzen Meeres entdecken Archäologen des Black Sea Maritime Archaeology Project der britischen University of Southampton auf dem Meeresgrund in rund 2000 Metern Tiefe ein rund 2400 Jahre altes Wrack eines antiken griechischen Handelsschiffs. Im Rahmen des Forschungsprojektes konnten bislang rund 60 Wracks, darunter römische Schiffe und eine Angriffsflotte der Kosaken aus dem 17. Jahrhundert entdeckt werden.[133][134]
- Washington, D.C./Vereinigte Staaten: Nach der Tötung des Journalisten Jamal Khashoggi im saudischen Konsulat in Istanbul kündigen die USA und Großbritannien Einreisesperren gegen 21 Personen aus Saudi-Arabien an und mögliche Finanzsanktionen. Dabei handelt es sich um verdächtige Personen des Nachrichtendienstes, am Königshof, im saudischen Außenministerium und anderen Ministerien. Deutschland und Frankreich verzichten unterdessen auf Sanktionen.[135]
- Washington, D.C./Vereinigte Staaten: Fünf von insgesamt 16 im Museum of the Bible ausgestellte Qumran-Rollen wurden aus der Sammlung entfernt. Die Bundesanstalt für Materialforschung und -prüfung (BAM) in Deutschland hatte sie als moderne Fälschungen identifiziert.[136][137]

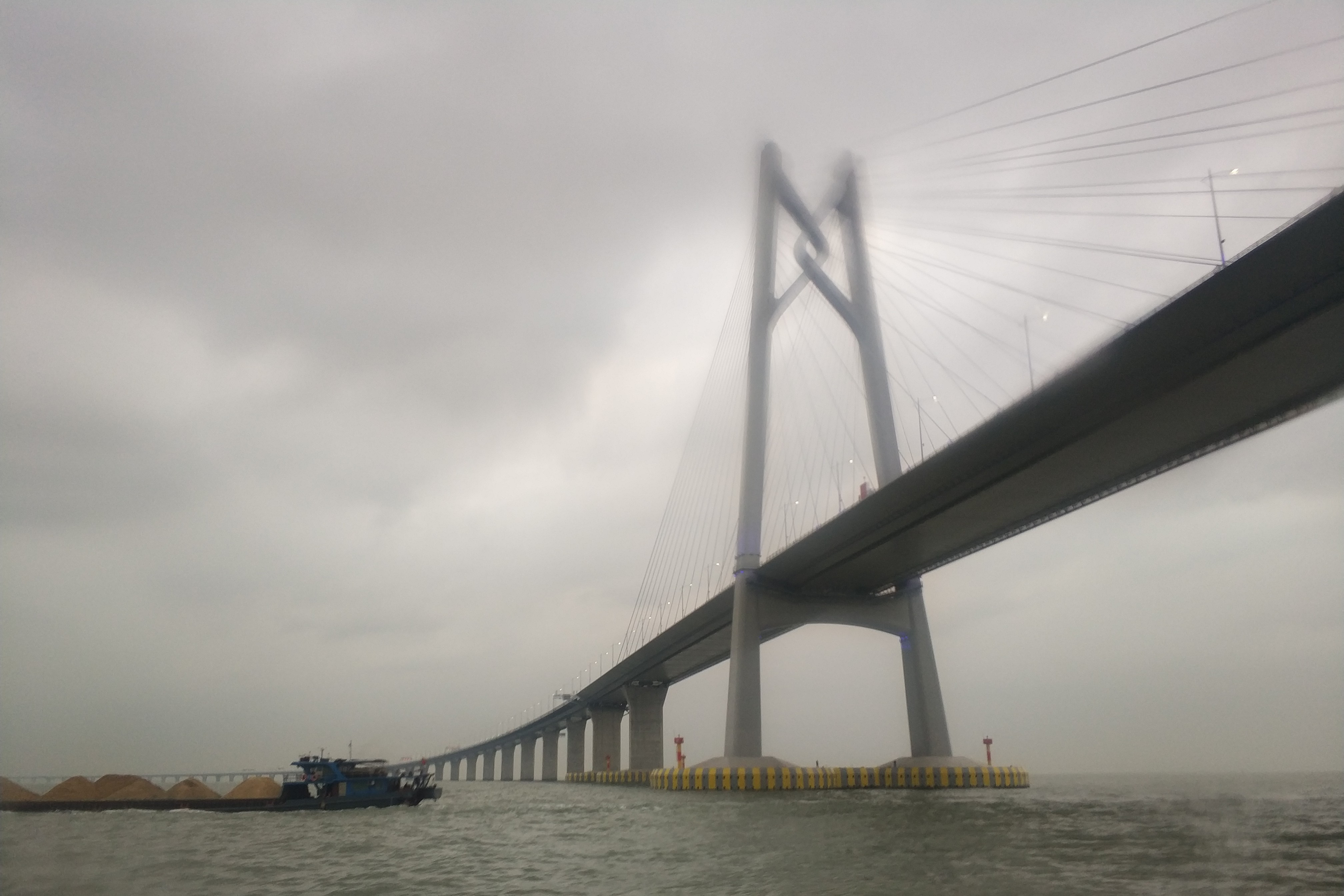
Hauptteil der Hongkong-Zhuhai-Macau-Brücke im März 2017

- Zhuhai/Volksrepublik China: Eröffnung der Hongkong-Zhuhai-Macau-Brücke.

### Mittwoch, 24. Oktober 2018
- New York/Vereinigte Staaten: Der UN-Nothilfekoordinator für humanitäre Hilfseinsätze der Vereinten Nationen, Mark Lowcock, berichtet dem UN-Sicherheitsrat über eine bevorstehende Hungerkatastrophe im Bürgerkriegsland Jemen, von der 14 Millionen Menschen betroffen sind.[138][139]
- Saipan/Nördliche Marianen: Taifun Yutu überquert die Insel Tinian und richtet dort wie auch auf der Hauptinsel Saipan enorme Verwüstungen und Schäden an. Tinians und Saipans Häfen sowie der Flughafen Saipan öffnen einige Tage nach dem Sturm wieder.[140]
- Washington, D.C./Vereinigte Staaten: Unbekannte Täter versenden zwei Wochen vor den Kongress- und Gouverneurswahlen „Paketbomben“ an mehrere US-Persönlichkeiten, die auch kritisch zur Politik von US-Präsident Donald Trump stehen. Darunter konnte der United States Secret Service die Sendungen an den ehemaligen US-Präsidenten Barack Obama und an die ehemalige US-Außenministerin Hillary Clinton sicherstellen. Auch Sendungen an den Gouverneur des Bundesstaates New York, Andrew Cuomo, den ehemaligen Leiter des US-Nachrichtendienstes CIA, John Brennan, der ehemaligen Parteivorsitzende der Demokratischen Partei Debbie Wasserman Schultz im US-Bundesstaat Florida, den Milliardär George Soros sowie an den TV-Nachrichtensender CNN konnten abgefangen werden.[141]

### Donnerstag, 25. Oktober 2018

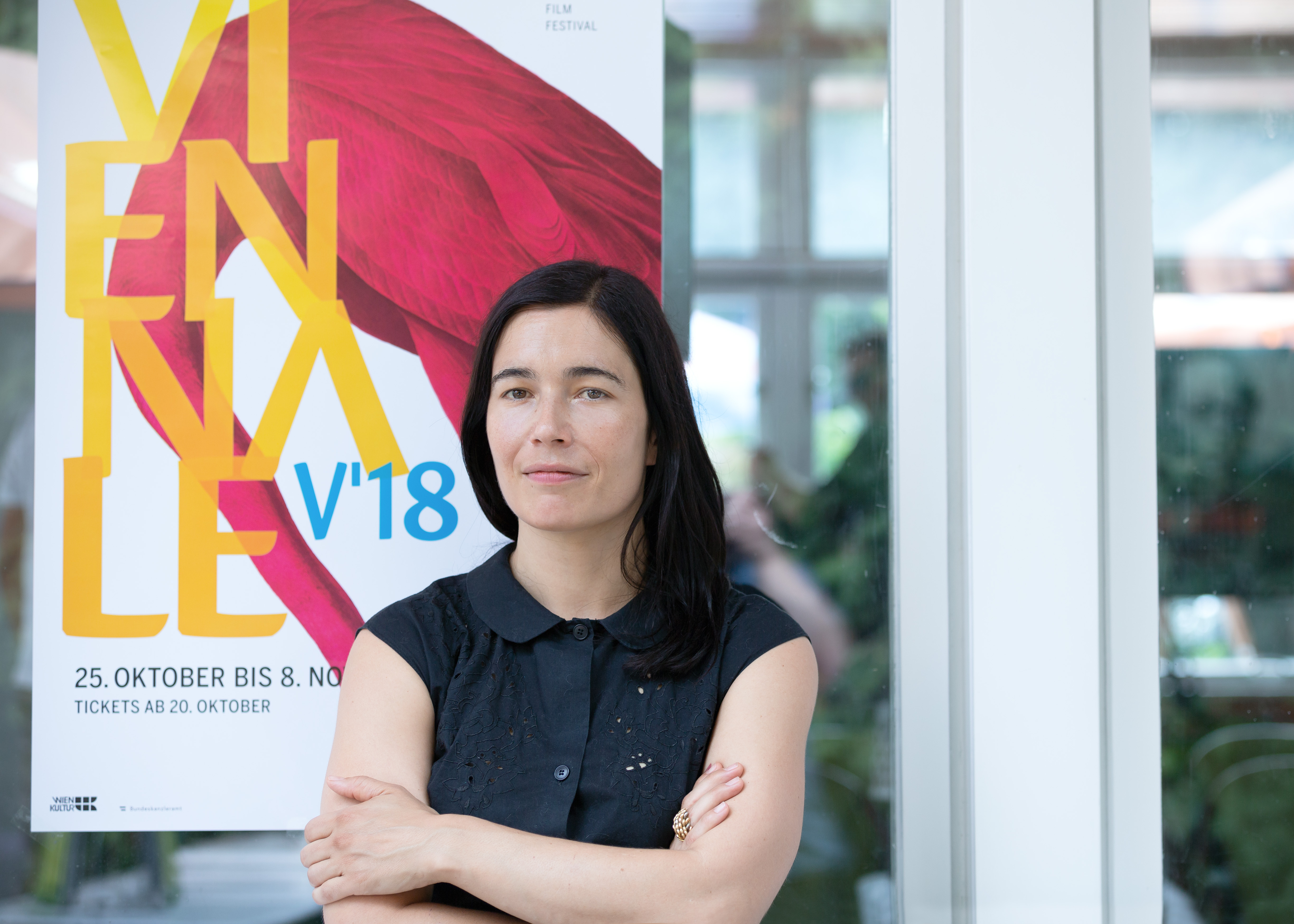
Eva Sangiorgi (2018)

- Erfurt/Deutschland: Das Bundesarbeitsgericht urteilt in Bezug auf das Arbeitsrecht der Kirchen (8 AZR 501/14), dass die evangelische Diakonie eine Bewerberin auf eine befristete Referentenstelle beim Evangelischen Werk für Diakonie und Entwicklung (EWDE) zum Vorstellungsgespräch hätte einladen müssen. Das Bundesarbeitsgericht sprach einer konfessionslosen Sozialpädagogin eine Entschädigung von rund 3915 Euro zu.[142]
- Oslo/Norwegen: Beginn des NATO-Militärmanövers Trident Juncture 2018 in Norwegen, an dem sich rund 50.000 Soldaten aus 30 Staaten mit 150 Flugzeugen und 65 Schiffen beteiligen.[143] Die Bundeswehr beteiligt sich mit 8.000 Soldaten und etwa 105 Kampf- und Schützenpanzer der Panzerlehrbrigade 9.[144]
- Paris/Frankreich: Die Richter des Staatsrates (Conseil d’État) geben der Klage der Gemeinde Fessenheim und den Gewerkschaften, darunter der CGT (Confédération générale du travail) gegen die französische Regierung Recht, dass die geplante Schließung des Kernkraftwerks Fessenheim des Betreibers EDF per Dekret durch Präsident François Hollande im April 2017 nicht rechtmäßig war.[145]
- Straßburg/Frankreich: Dem in Russland inhaftierten ukrainischen Filmemacher Oleh Senzow wird der diesjährige Sacharow-Preis für geistige Freiheit des Europäischen Parlaments zuerkannt.
- Totes Meer/Jordanien: Bei einer Sturzflut in der Urlaubsregion wird ein Schulbus mit 44 Insassen erfasst und weggespült. Mindestens 21 Menschen werden getötet, weitere 8 vermisst und mehrere Personen verletzt. Rund 2000 Rettungskräfte sind im Einsatz. König Abdullah II. rief eine dreitägige Staatstrauer aus.[146]
- Wien/Österreich: Eröffnung der 56. Viennale, erstmals unter der Leitung von Eva Sangiorgi, die dem 2017 verstorbenen Hans Hurch nachfolgte.[147]

### Freitag, 26. Oktober 2018

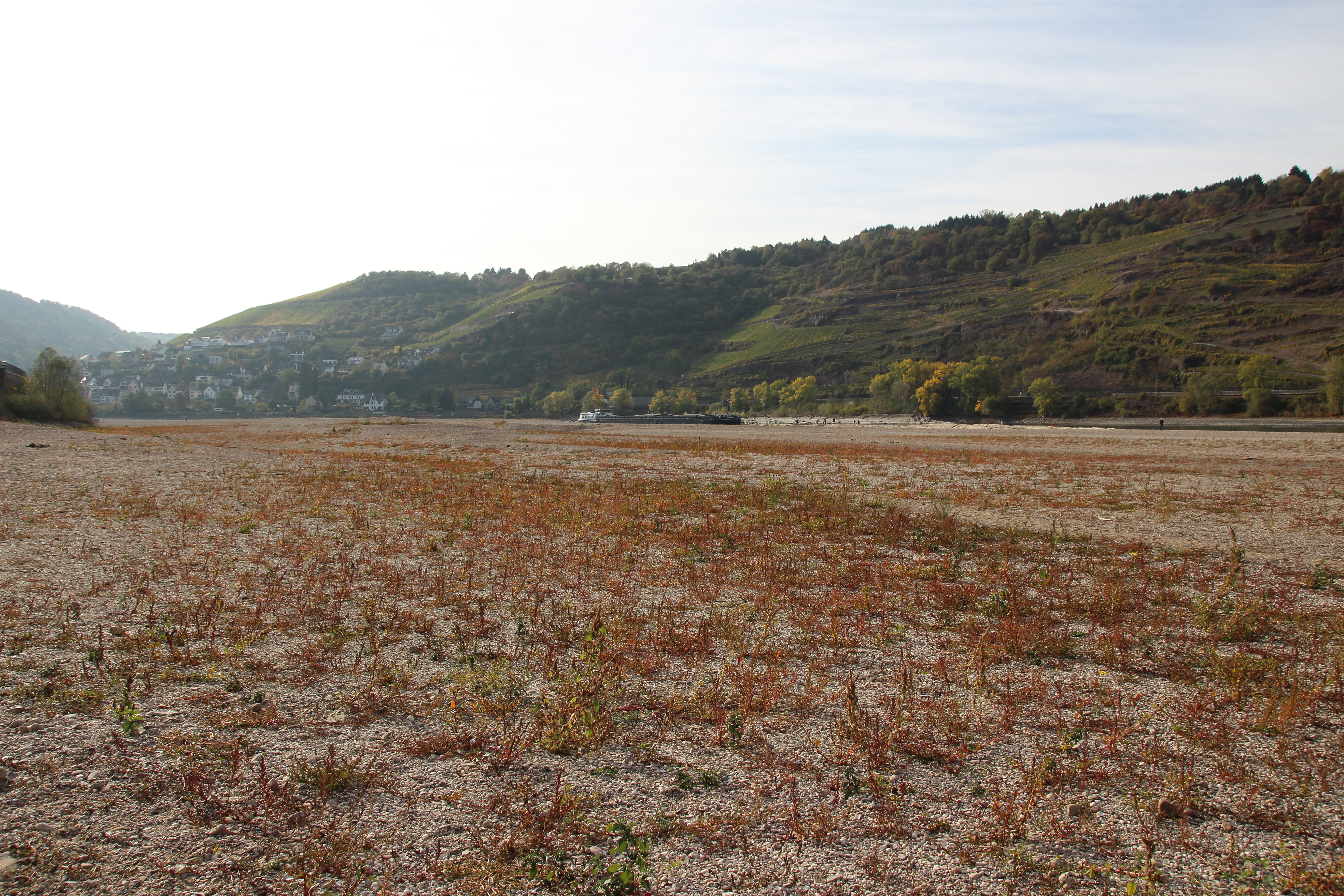
Kiesbank am Jungferngrund, einer Untiefe im Rhein nach der Trockenheit im Sommer

- Berlin/Deutschland: Wegen der niedrigen Wasserstände am Mittelrhein und Oberrhein und der Einschränkung für die Binnenschifffahrt gibt das Bundesministerium für Wirtschaft und Energie die Freigabe eines Teils der strategischen Ölreserve durch den Erdölbevorratungsverband (EBV) mit Sitz in Hamburg bekannt. Freigegeben werden 84.000 Tonnen Ottokraftstoff, 180.000 Tonnen Dieselkraftstoff für Autos sowie 67.000 Tonnen Treibstoff für Flugzeuge. Der EBV soll nach eigenen Angaben rund 24 Millionen Tonnen Erdöl und Erdölerzeugnisse als strategische Reserve besitzen. Wegen des extremen Niedrigwassers musste bereits der Chemiekonzern BASF in Ludwigshafen die Produktion schrittweise anpassen.[148]
- Dublin/Irland: Bei der Präsidentschaftswahl wurde der seit 2011 amtierende Präsident Michael D. Higgins (Irish Labour Party) erneut wiedergewählt.
- Dublin/Irland: In einem Referendum stimmt die Mehrheit der Wähler für die Entfernung des Blasphemie-Verbots aus der Verfassung.
- Sri Jayewardenepura Kotte/Sri Lanka: Staatspräsident Maithripala Sirisena entlässt Premierminister Ranil Wickremesinghe (UNP) und setzt den ehemaligen Präsidenten Mahinda Rajapaksa (UPFA) als dessen Nachfolger ein. Der abgesetzte Regierungschef Wickremesinghe bezeichnete die Vereidigung seines Nachfolgers als illegal und kündigte gerichtliche Schritte an.[149]
- Tuapse/Russland: Bei schweren Überschwemmungen nach Starkregen sind in der russischen Region Krasnodar mindestens sechs Menschen ums Leben gekommen. Zudem werden mehr als 2300 Häuser in der Region überflutet.[150]
- Washington, D.C./Vereinigte Staaten: Das Exekutivdirektorium des Internationalen Währungsfonds (IWF) gewährt dem wirtschaftlich angeschlagenen Argentinien einen Kredit in Höhe von 56 Milliarden US-Dollar (umgerechnet 49,1 Milliarden Euro) zur Stabilisierung der Wirtschaft, davon werden rund 5,7 Milliarden US-Dollar sofort zur Verfügung gestellt. Im Gegenzug beschloss die argentinische Regierung von Präsident Mauricio Macri (PRO) im neuen Haushaltsjahr drastischen Einsparungen im Land, darunter Steuererhöhungen, Einsparungen im Gesundheits-, Bildungs- und Verkehrswesen, sowie Kürzungen bei öffentlichen Aufträgen sowie im Wissenschafts- und Kulturbereich.[151]
- Zürich/Schweiz, London/Großbritannien: Die Schweizer Großbank UBS und die britische Wirtschaftsprüfungs- und Steuerberatungsgesellschaft PricewaterhouseCoopers International (PwC) gibt in der Studie „Billionaires Insights“ bekannt, dass weltweit 2158 Personen ein Vermögen von rund 8,9 Billionen US-Dollar besitzen und im Durchschnitt rund 4,1 Milliarden US-Dollar pro Person. Die Anzahl der chinesischen Milliardäre von 318 im Jahr 2016 auf 373 im Jahr 2017 gestiegen ist. Ihr Vermögen nahm um 39 Prozent auf 1,12 Billionen US-Dollar zu. Noch 2006 gab es nur 16 chinesische Milliardäre. Dank einer Währungsaufwertung stieg das Vermögen der 414 westeuropäischen Milliardäre im Jahr 2017 um 19 Prozent. Deutschland hat demnach 123 Milliardäre mit einem Vermögen von rund 579 Milliarden US-Dollar.[152]

### Samstag, 27. Oktober 2018

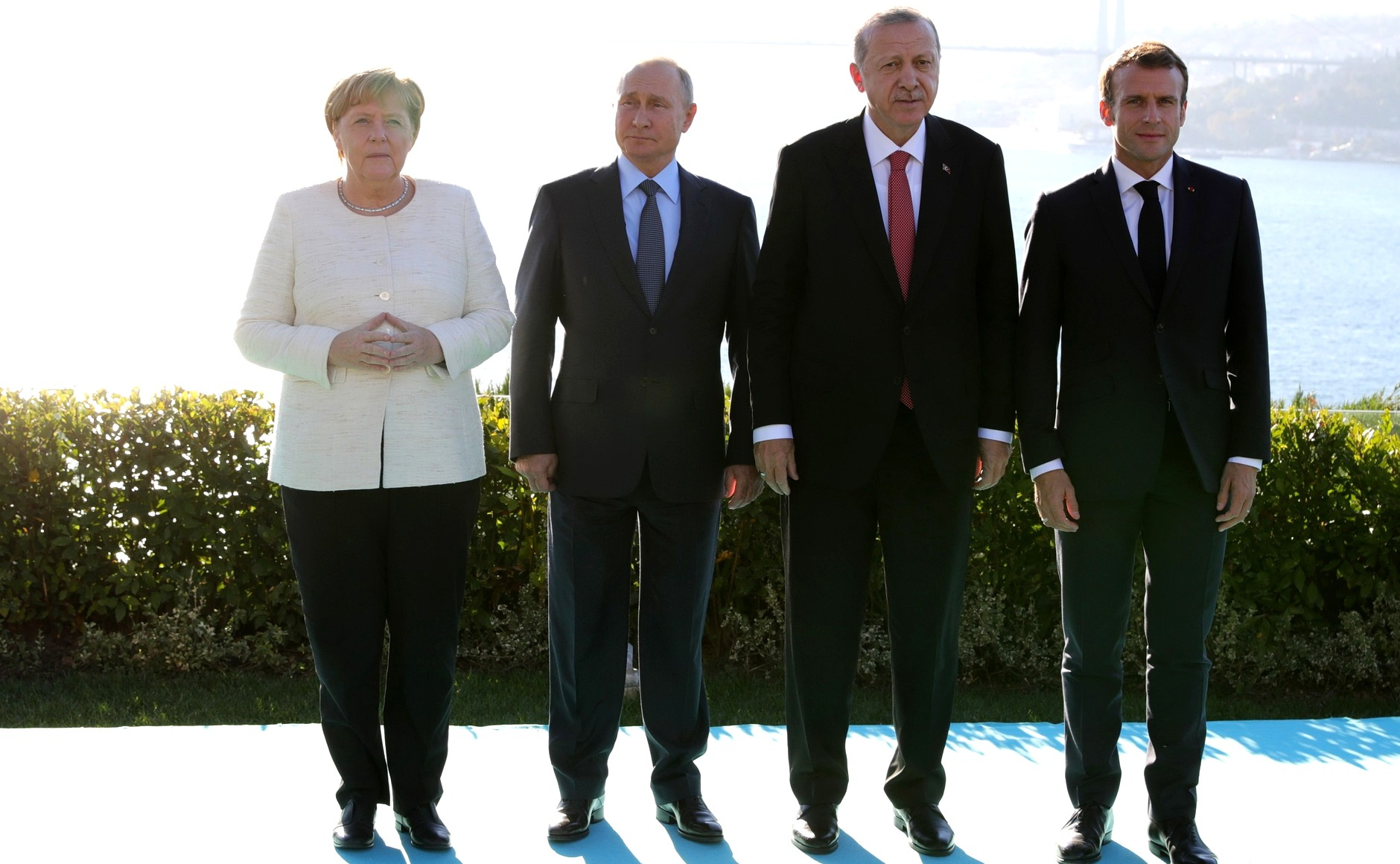
Gipfeltreffen in Istanbul zum Syrien-Konflikt mit den Staats- und Regierungschefs von Deutschland, Frankreich, Russland und der Türkei

- Deir ez-Zor/Syrien: Bei schweren Kämpfen zwischen der Terrormiliz Islamischen Staat (IS) und Kämpfern der von den USA unterstützten Demokratische Kräfte Syriens (SDF) im syrischen Gouvernement Deir ez-Zor werden mindestens 40 SDF-Kämpfer – nach anderen Angaben 68 Kämpfer – getötet und mehrere verschleppt.[153]
- Istanbul/Türkei: Bei einem Gipfeltreffen zwischen dem türkischen Präsidenten Recep Tayyip Erdoğan, dem russischen Präsidenten Wladimir Putin, dem französischen Präsidenten Emmanuel Macron und der deutschen Bundeskanzlerin Angela Merkel haben die Teilnehmer zur Bewahrung der Waffenruhe im syrischen Rebellengebiet im Gouvernement Idlib aufgerufen, um bei einem dauerhaften Waffenstillstand die Schaffung einer demilitarisierten Zone zu ermöglichen. Zudem fordern die Gipfelteilnehmer die Bildung eines Verfassungskomitees mit Sitz in Genf (Schweiz), um eine politische Lösung in dem Bürgerkriegsland Syrien voranzubringen. An dem Gipfeltreffen nahm zudem auch der UN-Gesandte für Syrien, Staffan de Mistura, teil.[154]
- Kinshasa/DR Kongo: Das kongolesische Gesundheitsministerium teilt mit, dass nach dem Ausbruch von Ebola im Osten des Landes sich seit August 2018 die Anzahl der Todesopfer auf 164 Menschen erhöht hat. In der Provinz Nord-Kivu wurden in den letzten drei Monaten 257 Ebola-Fälle gemeldet, von denen 222 Patienten durch den Ebolavirus infiziert sind. 67 Menschen konnten geheilt werden.[155]

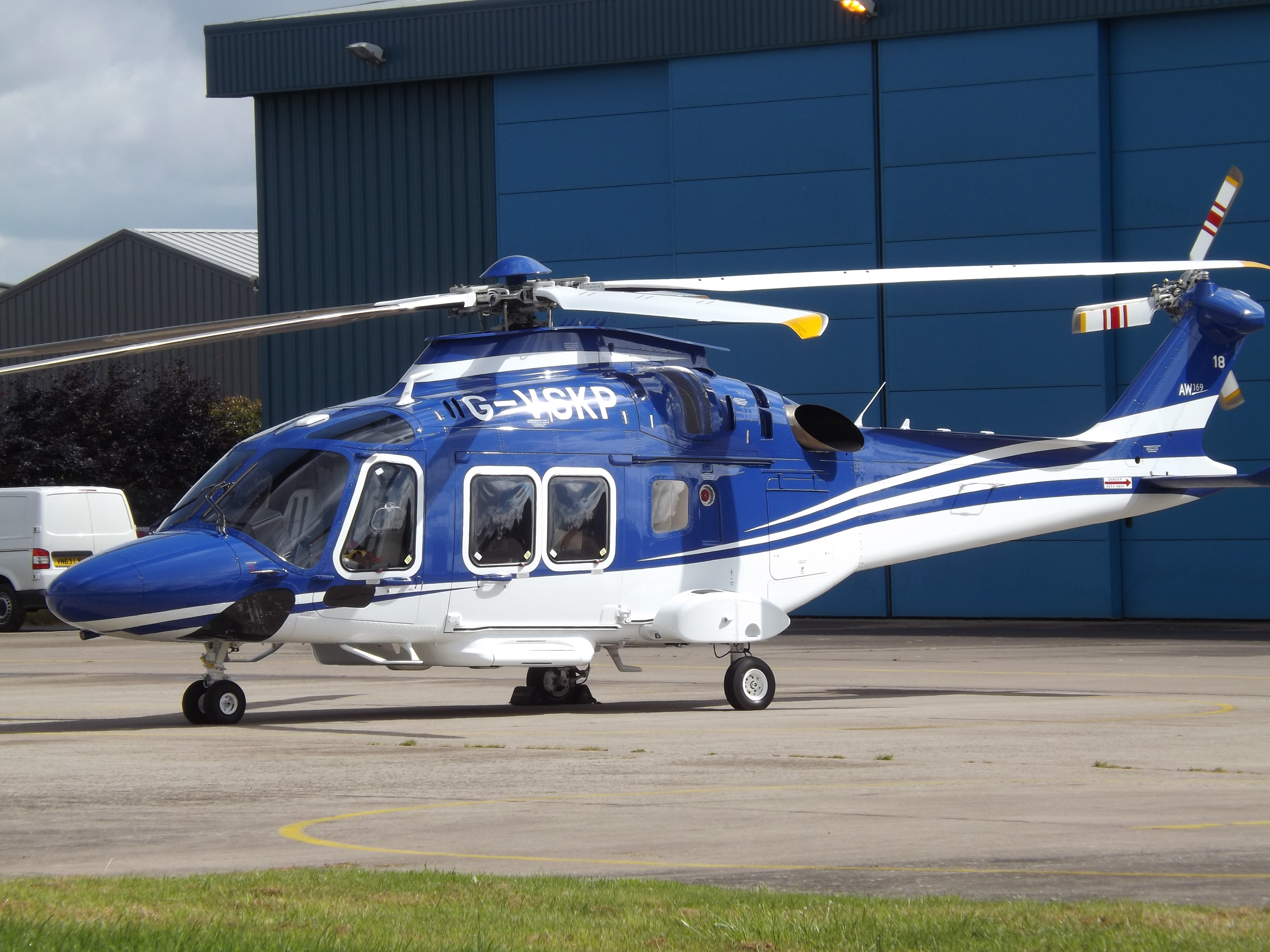
Aufnahme von 2016 des abgestürzten Hubschraubers

- Leicester/Großbritannien: Bei einem Absturz eines Hubschraubers vom Typ AgustaWestland AW169 nahe dem King Power Stadium sind fünf Personen ums Leben gekommen, darunter der thailändische Milliardär Vichai Srivaddhanaprabha, zwei seiner Mitarbeiter, der Pilot und eine Passagierin. Er ist Eigentümer des thailändischen Unternehmens King Power, des englischen Fußballvereins Leicester City und des belgischen Fußballvereins Oud-Heverlee Löwen.[156]

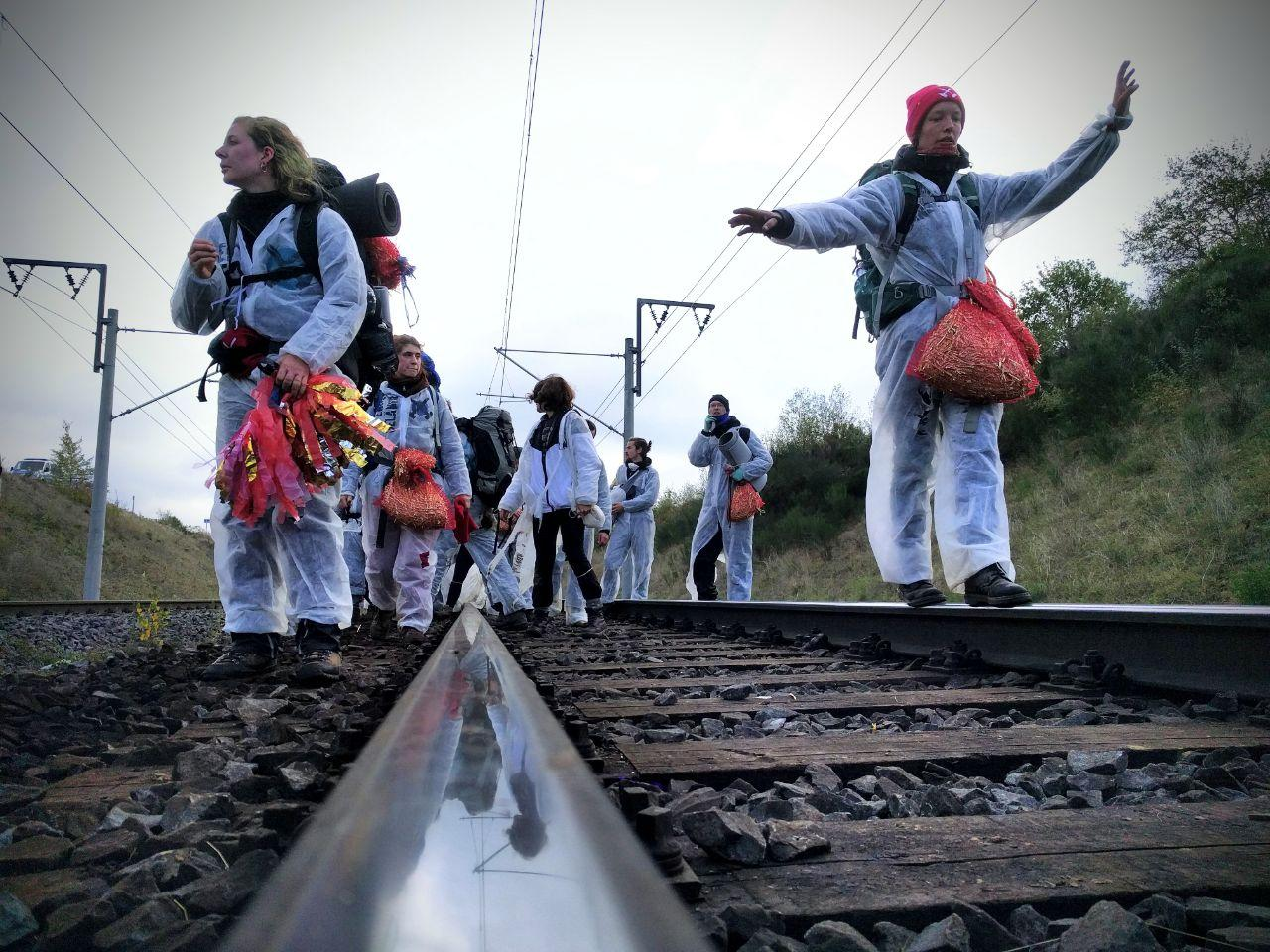
Blockade der Hambachbahn durch Umweltaktivisten

- Bürgewald (Merzenich)/Deutschland:  Bei einer Großdemonstration und Massenblockaden von rund 2500 bis 3000 Menschen, zu der Umweltaktivisten des Aktionsbündnisses  Ende Gelände 2018 aufriefen, ermittelt die Staatsanwaltschaft Aachen bei rund 400 Teilnehmern wegen Landfriedensbruch. Die Demonstranten haben versucht, in den Braunkohletagebau Inden vorzudringen. Ein Kohlebagger nahe der Ortschaft Morschenich (seit 2024 Bürgewald) sowie die Gleise der Hambachbahn wurde von mehreren Aktivisten für mehrere Stunden blockiert, um die Kohlezufuhr in die RWE-Kraftwerke in Niederaußem, Frimmersdorf und Neurath mit Braunkohle aus Hambach symbolisch zu unterbinden.[157] Mindestens 5.000 Menschen beteiligten sich an den Protesten des letzten Oktoberwochenendes.[158]
- Pittsburgh/Vereinigte Staaten: Bei einem Anschlag auf die Synagoge Tree of Life im Pittsburgher Quartier Squirrel Hill werden 11 Menschen durch einen 48-jährigen Attentäter mit einer AK-47 Kalaschnikow und zwei Pistolen getötet und sechs weitere Personen, darunter vier Polizisten verletzt. Der Attentäter wurde von Sicherheitskräften angeschossen, festgenommen und inhaftiert.[159]

### Sonntag, 28. Oktober 2018
- Bonny/Nigeria: Vor der nigerianischen Küste rund 60 Seemeilen vor Bonny überfallen Piraten das unter liberianische Flagge fahrende deutsche Containerschiff Pomerenia Sky vom Typ Jiangsu 2500 der Reederei Peter Döhle mit Sitz in Hamburg, das wiederum von der dänischen Reederei Mærsk Line gechartert wurde. Dabei werden 11 Besetzungsmitglieder, darunter acht Polen, als Geiseln genommen. Das Schiff befand sich auf dem Weg von Luanda nach Onne. Neun Besatzungsmitglieder verblieben an Bord und steuerten das Schiff nach dem Überfall in sichere Gewässer.[160]

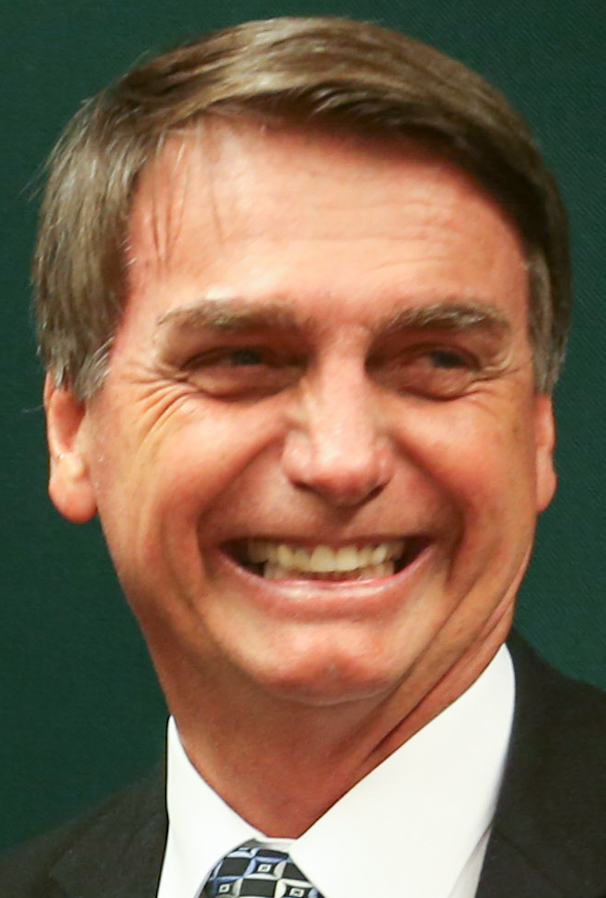
Jair Bolsonaro (2017)

- Brasilia/Brasilien: Bei der Stichwahl zur Präsidentschaftswahl setzt sich Jair Bolsonaro (PSL) mit rund 56 Prozent vor Fernando Haddad (PT) mit rund 44 Prozent der abgegebenen Stimmen durch.[161]
- Dscharābulus/Syrien: Nahe der von der Türkei besetzten syrischen Grenzstadt Dscharābulus und der Stadt Ain al-Arab (Kobane) greifen die türkischen Streitkräfte Stellungen der von den USA unterstützten kurdischen Volksverteidigungseinheiten (YPG) an, die zu den Demokratischen Kräften Syriens (SDF) gehören.[162]
- Erfurt/Deutschland: Bundespräsident Frank-Walter Steinmeier überreicht den diesjährigen Deutschen Umweltpreis, der mit 500.000 Euro dotiert ist, an die Meeresbiologin Antje Boetius, seit November 2017 Leiterin des Alfred-Wegener-Instituts in Bremerhaven, an Roland Arnold Müller, Manfred van Afferden und Mi-Yong Lee vom Helmholtz-Zentrum für Umweltforschung – UFZ in Leipzig sowie an Wolf-Michael Hirschfeld, Initiator des Bildungs- und Demonstrationszentrums für dezentrale Abwasserbehandlung (BDZ) in Leipzig.[163]
- Prag/Tschechien: 100. Jahrestag der Entstehung eines eigenständigen tschechoslowakischen Staates mit einer feierlichen Militärparade auf der Evropská Straße mit rund 2000 Soldaten.[164]
- Tiflis/Georgien: Bei der Präsidentschaftswahl erreicht die frühere französische Botschafterin Salome Surabischwili der regierenden Partei (Georgiens Weg) 38,6 Prozent der abgegebenen Stimmen. Der ehemalige Außenminister Grigol Waschadse (Vereinte Nationale Bewegung) erhält 37,7 Prozent und der ehemalige Außenminister Dawit Bakradse (Europäisches Georgien) 11,0 Prozent der Stimmen. 22 weitere Kandidaten erhielten deutlich unter fünf Prozent. Am 1. Dezember 2018 folgt die Stichwahl zwischen Surabischwili und Waschadse. Nach dem Amtsantritt des Wahlsiegers tritt eine Verfassungsänderung in Kraft, die das Amt des Präsidenten auf repräsentative Aufgaben beschränkt.
- Wiesbaden/Deutschland: Landtagswahl und Volksabstimmungen in Hessen

### Montag, 29. Oktober 2018
- Berlin/Deutschland: Nach der Landtagswahl in Hessen hat die deutsche Bundeskanzlerin Angela Merkel  bekanntgegeben, am 7. Dezember 2018 auf dem CDU-Parteitag in Hamburg nicht wieder für den CDU-Bundesvorsitz zu kandidieren und sich mit Ende der aktuellen Legislaturperiode und ihrer Amtszeit als Bundeskanzlerin aus der Politik zurückzuziehen.[165]

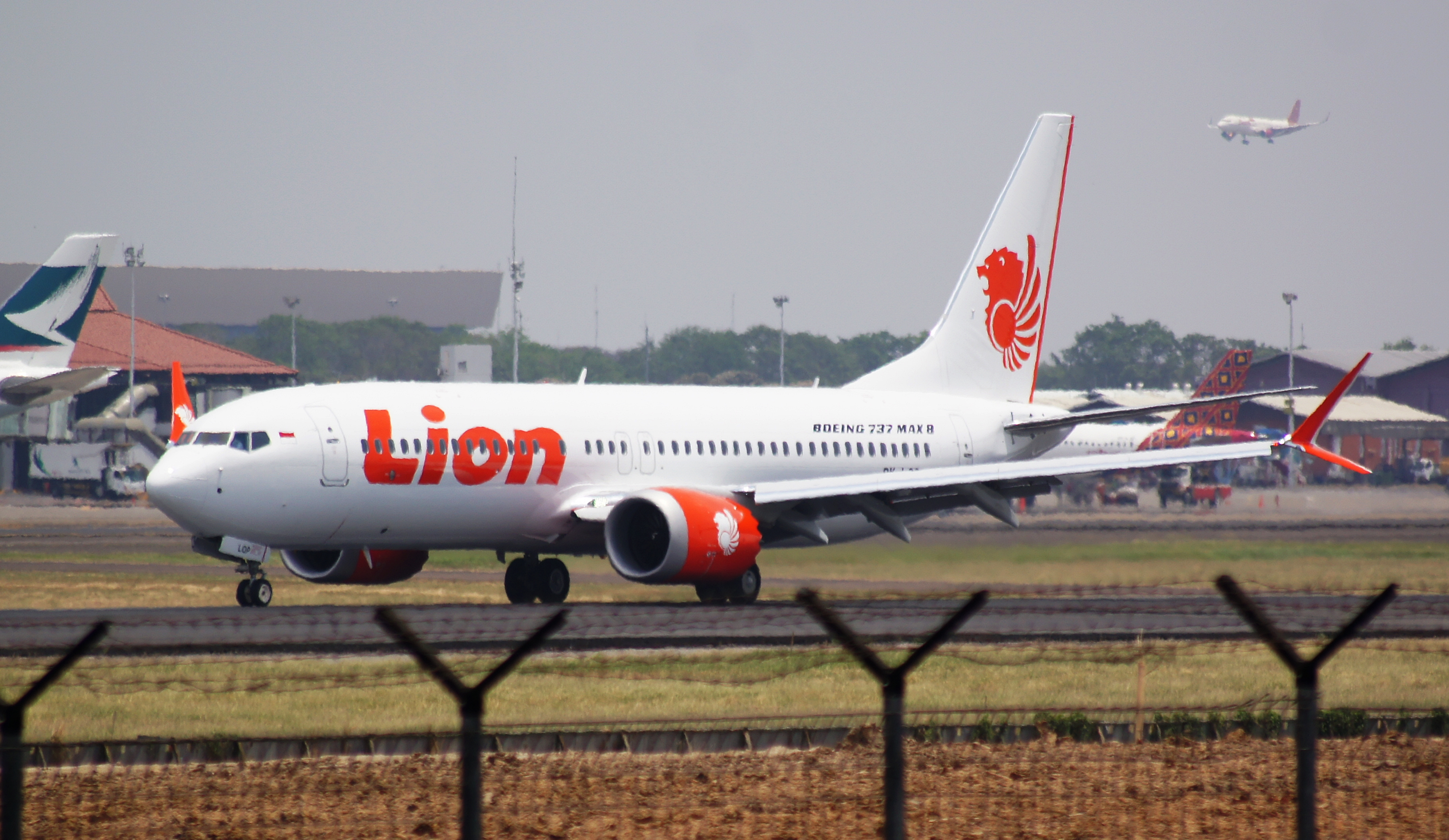
Foto von September 2018 der Unfallmaschine von Lion-Air-Flug 610

- Jakarta/Indonesien: Rund 13 Minuten nach dem Start vom Flughafen Soekarno-Hatta stürzt ein Passagierflugzeug vom Typ Boeing 737 Max 8 des Lion-Air-Fluges 610 mit 189 Menschen an Bord ab und stürzt vor der Küste der Insel Java ins Meer. Das Flugzeug befand sich auf einem Inlandsflug zum Flughafen Depati Amir bei Pangkal Pinang auf der Insel Bangka.[166]
- Kopenhagen/Dänemark: Die Europäische Umweltagentur (EUA) veröffentlicht einen Bericht zur europäischen Luftqualität, in dem der Straßenverkehr zu den Hauptverursachern der Luftverschmutzung in Europa zählt, insbesondere bei gefährlichen Schadstoffen wie Stickstoffdioxid (NO2) und Feinstaub (PM). Emissionen aus Landwirtschaft, Energieerzeugung, Industrie und Haushalten tragen ebenfalls zur Luftverschmutzung bei. Der Bericht enthält die neuesten amtlichen Daten zur Luftqualität, die im Jahr 2016 von mehr als 2500 Überwachungsstationen in ganz Europa gemeldet wurden. Besonders Bürger im städtischen Raum leiden weiterhin unter der starken Luftverschmutzung. Darüber hinaus hat diese auch massive wirtschaftliche Auswirkungen, wie eine kürzere Lebenserwartung, steigende Kosten für medizinische Versorgung sowie eine geringere wirtschaftliche Produktivität durch Krankheitstage. Des Weiteren beeinträchtigt die Luftverschmutzung auch die Ökosysteme, indem sie Böden, Wälder, Seen und Flüsse schädigt und die landwirtschaftlichen Erträge reduziert.[167]
- Raleigh/Vereinigte Staaten: Der US-amerikanische IT-Konzern IBM plant die Übernahme des US-amerikanischen Softwarekonzerns Red Hat für rund 34 Milliarden US-Dollar (190 US-Dollar je Aktie in bar). Die Unternehmen erwarten, dass die Übernahme nach Genehmigung der zuständigen Behörden in der zweiten Jahreshälfte 2019 abgeschlossen wird.[168]
- Rom/Italien: Bei schweren Regenfällen und Überschwemmungen im ganzen Land kommt es zu erheblichen Sachschäden und in fast allen Regionen wurde die höchste Alarmstufe ausgerufen. Vier Menschen sterben nahe Crotone bei einem Erdrutsch und eine weitere Person in Catanzaro. Auch Rom und Venedig sind stark betroffen. Die Brenner-Autobahn bzw. die Autostrada A22 wird nach einem Murenabgang gesperrt.[169]
- Tunis/Tunesien: Bei einem Selbstmordanschlag einer 30-jährigen Attentäterin auf eine Polizeistreife auf der Avenue Habib Bourguiba werden 15 Polizisten und fünf Zivilisten verletzt.[170]
- Washington, D.C./Vereinigte Staaten: Angesichts des Marsches von mehreren Tausend Migranten aus El Salvador, Guatemala und Honduras durch Mexiko mit dem Ziel, die USA zu erreichen, verlegt das United States Northern Command (USNORTHCOM) im Rahmen der Operation Faithful Patriot rund 5200 Soldaten an die Südgrenze zu Mexiko, um die bisherigen Kräfte der Grenzschutzbehörde United States Customs and Border Protection (CBP) und rund 2000 Soldaten der Nationalgarde zu unterstützen, die  bereits im Rahmen der Operation Guardian Support im Einsatz sind.[171]

### Dienstag, 30. Oktober 2018
- Arlington/Vereinigte Staaten: Im Quartalsbericht des vom US-Kongress eingesetzten US-amerikanischen Sonder-Generalinspekteur für den Wiederaufbau von Afghanistan (Special Inspector General for Afghanistan Reconstruction; SIGAR), John F. Sopko, wird eine ernüchternde Bilanz gezogen. Demnach stehen nur noch 226 von 407 afghanischen Distrikten unter der Kontrolle der afghanischen Regierung in Kabul. Im Rahmen der NATO-Mission Resolute Support (RSM) und im Kampf der von den USA unterstützten afghanischen Streitkräfte gegen die radikalislamischen Taliban gebe es nur „minimalen oder gar keinen Fortschritt“. Zudem habe der Anbau von Mohngewächsen zur Opiumherstellung erheblich zugenommen.[172][173]
- Berlin/Deutschland: Auf Einladung von Bundeskanzlerin Angela Merkel nehmen an der Investorenkonferenz im Rahmen der G20-Initiative Compact with Africa (CwA) 11 Staats- und Regierungschefs der afrikanischen Compact-Partnerländer sowie die Spitzen weiterer Institutionen wie Weltbank (WB), Afrikanische Union (AU), Afrikanische Entwicklungsbank (AfDB), Internationaler Währungsfonds (IWF) teil. Aus Afrika nehmen folgende Staaten am Gipfeltreffen teil: Ägypten, Äthiopien, Benin, Elfenbeinküste, Ghana, Guinea, Marokko, Ruanda, Senegal, Togo und Tunesien.[174][175]
- Oldenburg/Deutschland: Der frühere Krankenpfleger und Serienmörder Niels Högel hat zu Prozessbeginn des Landgerichts Oldenburg die ihm vorgeworfenen 100 Taten zwischen 2000 und 2005 bei Intensivpatienten im Klinikum Oldenburg und im Klinikum Delmenhorst gestanden. Wegen der hohen Zahl von Beteiligten (u. a. 120 Nebenkläger) finden die Gerichtsverhandlungen in den Festsälen der Weser-Ems-Hallen in Oldenburg statt.[176]
- Leipzig/Deutschland: Das Bundesverwaltungsgericht entscheidet, dass die Besoldung der Beamten des Landes Niedersachsen in den Besoldungsgruppe A 8 bis A 11 in den Jahren 2005 bis 2012 und 2014 in verfassungswidriger Weise zu niedrig bemessen war und damit nicht amtsangemessen; das Gleiche gilt auch für die Besoldung der Beamten in den Besoldungsgruppen A 9 und A 12 in den Jahren 2014 bis 2016. Das Urteil wird dem Bundesverfassungsgericht in zwei Verfahren zur Besoldung im Land Niedersachsen zur Entscheidung vorgelegt.[177]

### Mittwoch, 31. Oktober 2018

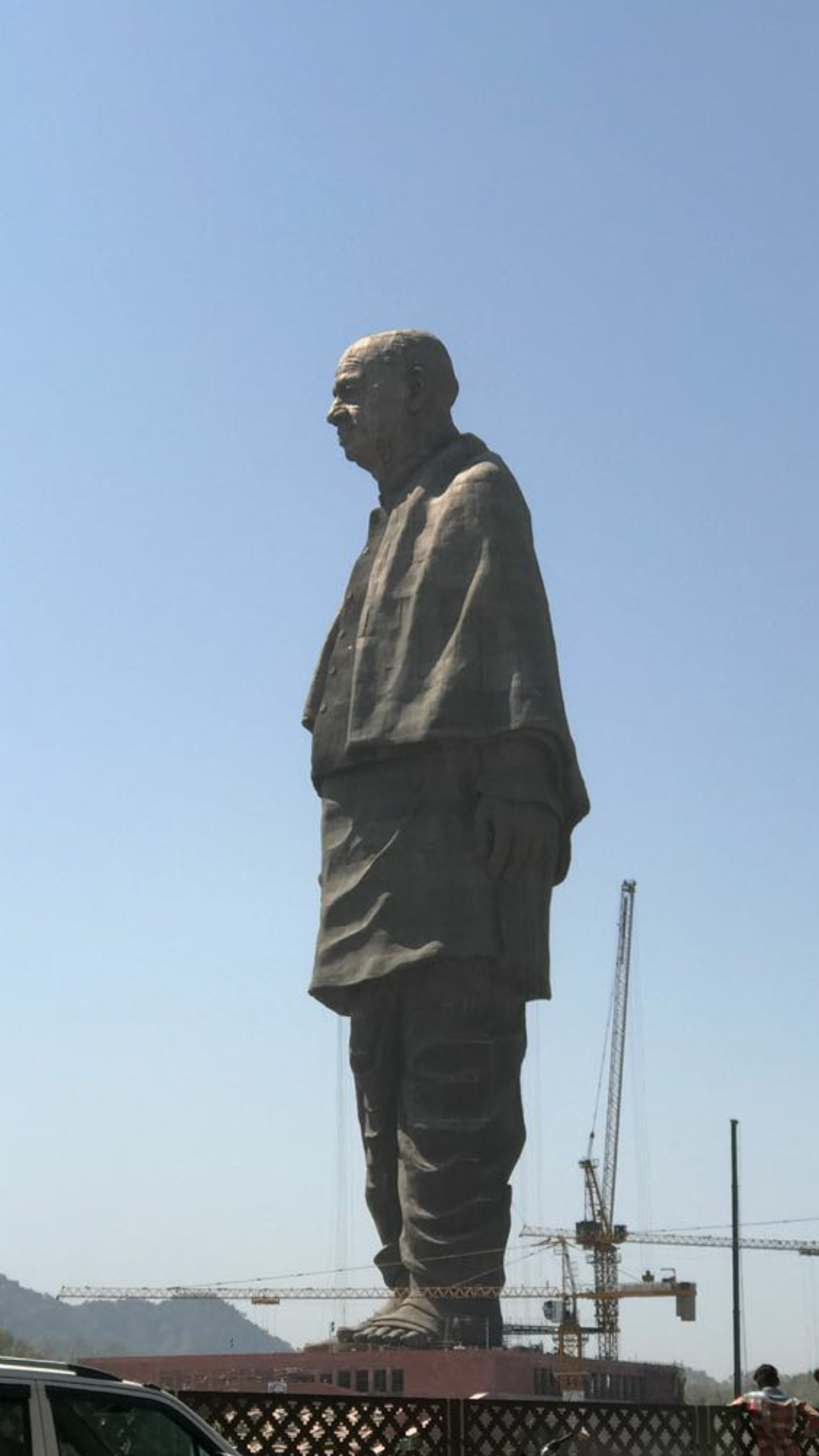
Die indische Staue der Einheit zu Ehren von Vallabhbhai Patel

- Berlin/Deutschland: Die Modernisierung der Ausrüstung der Bundeswehr mit neuem Großgerät verzögert sich. Nur rund 30 Prozent der neu ausgelieferten Panzer, Kampfflugzeuge und Hubschrauber seien einsatzbereit. Bezogen auf die Neuauslieferung im Jahr 2017 sind von 71 Schützenpanzer Puma nur 27 einsatzbereit, von acht Transportflugzeugen vom Typ A400M nur vier, von sieben Tiger-Kampfhubschraubern nur zwei, von sieben NH90-Transporthubschraubern sind es vier. Zudem sind von den vier neuen Eurofighter-Mehrzweckkampflugzeugen nur einer einsatzfähig.[178]
- Berlin/Deutschland: Berlins Regierender Bürgermeister Michael Müller (SPD) und Cedrik Neike, Vorstandsmitglied des Technologiekonzern Siemens, unterzeichnen eine Projektvereinbarung, der zufolge in Berlin-Siemensstadt und auf dem Siemens-Areal im nordwestlichen Stadtbezirk Berlin-Spandau bis 2030 ein Technologiepark mit einem „Innovations-“ oder „Zukunftscampus“ mit Büros, Forschungslabors und Hightech-Produktionsanlagen für Start-ups sowie Wohnungen für rund 600 Millionen Euro errichtet wird. Erforscht werden sollen die Forschungsbereiche dezentrales Energiemanagement, Elektromobilität, „Industrie 4.0“, Maschinelles Lernen, „Internet der Dinge“, Künstliche Intelligenz und Datenanalyse.[179]
- Bremen, Hannover, Hamburg und Kiel/Deutschland: In den Bundesländern Freie Hansestadt Bremen, Freie und Hansestadt Hamburg, Niedersachsen und Schleswig-Holstein ist der Reformationstag ab 2018 ein gesetzlicher Feiertag.[180]
- Islamabad/Pakistan: Der Oberste Gerichtshof Pakistans spricht die 2010 wegen Gotteslästerung zum Tode verurteilte Asia Bibi mit sofortiger Wirkung frei. Die Richter sahen keinen Verstoß gegen die Paragraphen 295 B und C des pakistanischen Strafgesetzbuches vor, aufgrund dessen die Christin den Propheten Mohammed beleidigt haben soll. Dies führt zu Unruhen in der Hauptstadt und in Lahore und mit dem Einsatz der Streitkräfte. Mitglieder der radikalislamischen Tehreek-e-Labbaik Pakistan (TLP) versuchen, das regionale Parlament in Lahore zu stürmen, und rufen zum Tode der drei Richter auf.[181]
- Khaki Safed/Afghanistan: Bei einem Absturz eines Hubschraubers vom Typ Mil Mi-17 im Distrikt Khaki Safed in der westlichen Provinz Farah wird General Niamatullah Khalil, stellvertretender Kommandeur des 207. Korps (Zafar) der afghanischen Nationalarmee, Oberst Arif Khan, der Leiter und Stellvertreter der Provinzregierung von Farah, Farid Bakhtawar und Jamila Amini, sowie 11 weitere Zivilisten und 10 Sicherheitskräfte getötet.[182][183]
- Distrikt Tapi/Indien: Am Ufer der Sardar-Sarovar-Talsperre am Fluss Narmada im indischen Bundesstaat Gujarat wird die 182 Meter hohe Statue der Einheit zu Ehren von Vallabhbhai Patel eingeweiht.[184]
- Wien/Österreich: Die Bundesregierung Kurz I gibt bekannt, den Globalen Vertrag für sichere, geordnete und geregelte Migration der Vereinten Nationen nicht zu unterzeichnen, da dieser inhaltlich den Schutz mit Arbeitsmigration vermische und die nationale Souveränität einschränke. Zuvor hatten neben Australien und den USA auch im Juni 2018 bereits Ungarn eine Vertragsunterzeichnung abgelehnt sowie Polen und Tschechien noch Vorbehalte.[185]
- Wien/Österreich: Das Stahlbauunternehmen Waagner-Biro mit rund 1467 Mitarbeitern meldet ein Insolvenzverfahren an und beantragt die Sanierung ohne Eigenverwaltung. Am Vortag meldete die Tochtergesellschaft SBE Alpha AG Insolvenz an. Erhard Grossnigg soll das Unternehmen vorbehaltlich der Genehmigung des Masseverwalters übernehmen und weiterführen.[186][187]
- Wien/Österreich: Die Snowboarderin Anna Gasser und der Skirennläufer Marcel Hirscher werden als Österreichs Sportler des Jahres ausgezeichnet. Bei den Mannschaften ging der Titel an den FC Red Bull Salzburg.[188]

## Weblinks

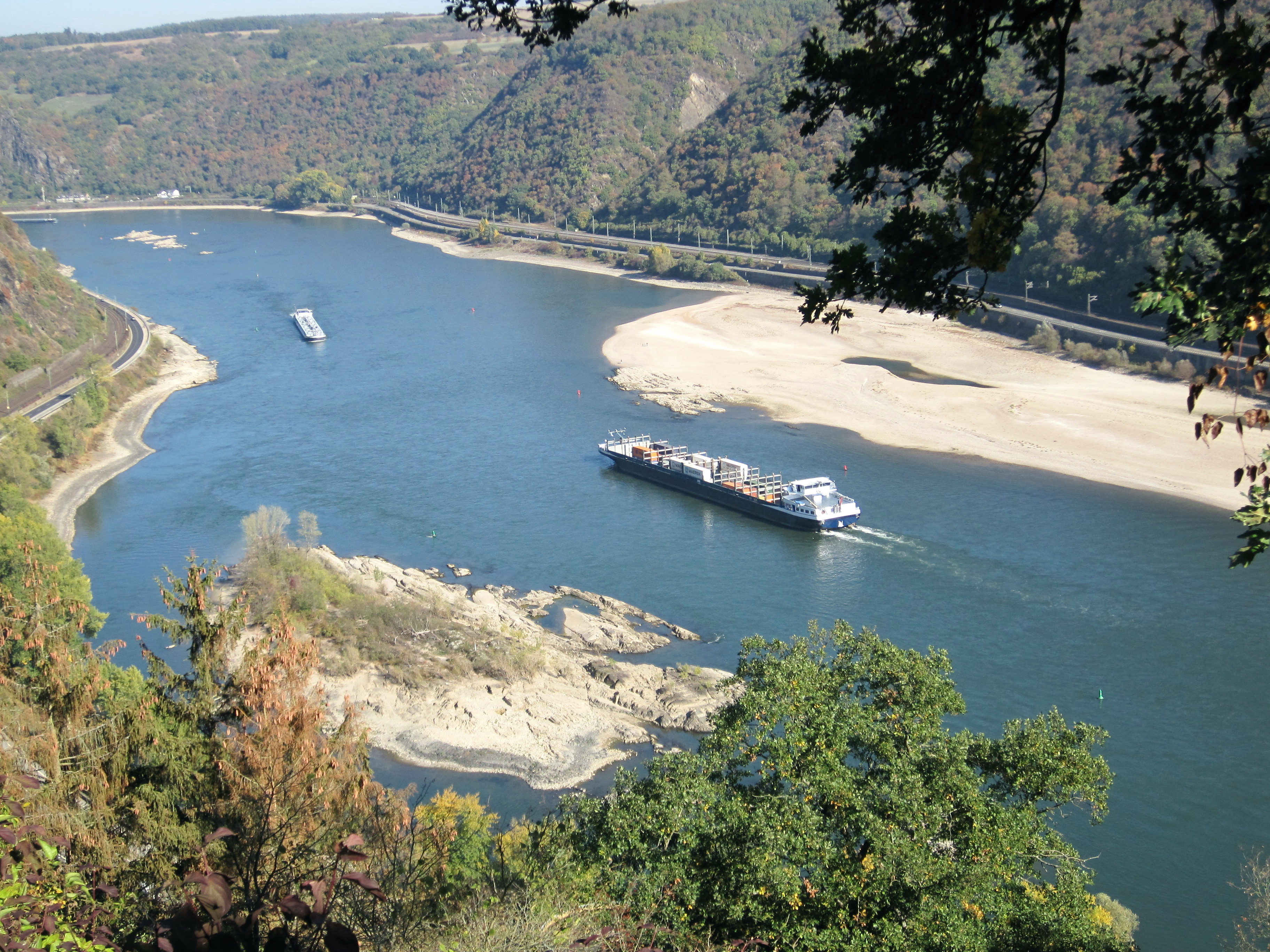
Rheinland-Pfalz im Oktober 2018